# ريشي سوناك
ريشي سوناك (بالإنجليزية: Rishi Sunak)‏ (من مواليد 12 مايو 1980) هو سياسي بريطاني شغل منصب رئيس وزراء المملكة المتحدة من أكتوبر 2022 إلى يوليو 2024. وكان زعيم حزب المحافظين منذ أكتوبر 2022. أول رئيس وزراء بريطاني آسيوي شغل سابقا منصبين وزاريين في عهد بوريس جونسون وأخيرا وزيرا للخزانة من عام 2020 إلى عام 2022. شغل سوناك منصب عضو في البرلمان عن ريتشموند (يورك) من عام 2015 إلى عام 2024 وبعد التغييرات الحدودية كان نائبًا عن ريتشموند و نورثاليرتون منذ عام 2024.
ولد سوناك في ساوثهامبتون لأبوين من أصل هندي هاجرا إلى بريطانيا من شرق أفريقيا في الستينيات. تلقى تعليمه في كلية وينشستر ودرس الفلسفة والسياسة والاقتصاد في كلية لينكولن بأكسفورد وحصل على درجة ماجستير إدارة الأعمال من جامعة ستانفورد في كاليفورنيا كباحث فولبرايت. خلال فترة وجوده في جامعة أكسفورد أجرى سوناك تدريبا داخليا في المكتب المركزي لحزب المحافظين وانضم إلى حزب المحافظين. بعد التخرج عمل سوناك لدى بنك غولدمان ساكس ثم كشريك في شركتي صناديق التحوط إدارة صندوق استثمار الأطفال وثيليم بارتنرز.
تم انتخاب سوناك لعضوية مجلس عموم المملكة المتحدة عن ريتشموند في شمال يوركشاير في الانتخابات العامة 2015. بصفته نائبا دعم سوناك الحملة الناجحة لانسحاب المملكة المتحدة من الاتحاد الأوروبي في استفتاء عضوية الاتحاد الأوروبي عام 2016. بعد الانتخابات العامة لعام 2017 تم تعيين سوناك في منصب وزاري صغير في حكومة تيريزا ماي الثانية بصفته وكيل وزارة الدولة البرلماني للحكومة المحلية في التعديل الوزاري لعام 2018. لقد صوت ثلاث مرات لصالح اتفاق ماي للانسحاب من الاتحاد الأوروبي والذي رفضه البرلمان ثلاث مرات مما أدى إلى إعلان ماي استقالتها. خلال انتخابات قيادة حزب المحافظين لعام 2019 دعم سوناك محاولة جونسون الناجحة لخلافة ماي وبعد ذلك قام جونسون بتعيين سوناك سكرتيرا رئيسيا للخزانة في يوليو 2019.
بعد الانتخابات العامة 2019 قام جونسون بترقية سوناك إلى وزير الخزانة في التعديل الوزاري لعام 2020 بعد استقالة ساجد جاويد. خلال فترة وجوده في هذا المنصب كان سوناك بارزا في الاستجابة المالية للحكومة لجائحة كوفيد-19 وتأثيرها الاقتصادي بما في ذلك برامج الإجازة وتناول الطعام بالخارج للمساعدة. كما شارك أيضا في استجابة الحكومة لأزمة تكلفة المعيشة وأزمة إمدادات الطاقة في المملكة المتحدة وأزمة الطاقة العالمية. واستقال سوناك من منصب المستشار في يوليو 2022 وسط أزمة حكومية بلغت ذروتها باستقالة جونسون وترشح لانتخابات القيادة لخلافته. حصل على أكبر عدد من الأصوات في كل سلسلة من أصوات أعضاء البرلمان لكنه خسر أصوات الأعضاء لصالح وزيرة الخارجية ليز تراس. بعد قضاء فترة رئاسة تراس للوزراء في المقاعد الخلفية تم انتخاب سوناك بالتزكية في انتخابات القيادة ليخلف تراس الذي استقال وسط أزمة حكومية أخرى في عمر 42 عاما أصبح أصغر رئيس وزراء منذ روبرت جنكنسون إيرل ليفربول الثاني في عام 1812.
خلال فترة رئاسته للوزراء كان لسوناك الفضل في تحسين الاقتصاد واستقرار السياسة الوطنية بعد رئاسة الوزراء التي سبقه أسلافه على الرغم من أن العديد من تعهداته وإعلاناته السياسية لم يتم الوفاء بها في النهاية. ولم يتجنب المزيد من عدم شعبية المحافظين - الذين بحلول وقت انتخاب سوناك كانوا في الحكومة لمدة 12 عاما. وانعكس ذلك على الأداء الضعيف للحزب في الانتخابات المحلية عامي 2023 و 2024. في عام 2023 حدد سوناك خمس أولويات رئيسية: خفض التضخم إلى النصف وتنمية الاقتصاد وخفض الديون وتقليص قوائم انتظار هيئة الخدمات الصحية الوطنية ووقف العبور غير القانوني للقوارب الصغيرة للقناة الإنجليزية. فيما يتعلق بالسياسة الخارجية سمح سوناك بالمساعدات الخارجية وشحنات الأسلحة إلى أوكرانيا ردا على الغزو الروسي لأوكرانيا وتعهد بدعم إسرائيل بعد هجمات 7 أكتوبر التي بدأت الحرب بين إسرائيل وحماس بينما دعا لاحقا إلى وقف إطلاق النار بعد الاجتياح الإسرائيلي لقطاع غزة. وخسر المحافظون الانتخابات العامة لعام 2024 بأغلبية ساحقة أمام حزب العمال المعارض بقيادة كير ستارمر الذي من المقرر أن يخلف سوناك في منصب رئيس الوزراء. ويظل سوناك في مجلس العموم نائبا بينما يظل زعيما لحزب المحافظين بصفته مؤقتا حتى يتم انتخاب خليفته.

## النشأة والتعليم (1980-2001)
ولد ريشي سوناك في 12 مايو 1980 في مستشفى ساوثهامبتون العام في ساوثهامبتون بهامبشاير لأبوين هندوسيين من أصل شرق أفريقي من أصل بنجابي هندي ياشفير وأوشا سوناك. ولد والده في كينيا ما قبل الاستعمار عام 1949 بينما ولدت والدته في تنزانيا. هاجر جده لأبيه رامداس سوناك من جوجرانوالا الواقعة في باكستان الحالية إلى العاصمة الكينية نيروبي في عام 1935 بينما نشأ جده لأمه راغوبير بيري في البنجاب قبل ذلك. انتقل في النهاية إلى تنزانيا كمهندس. انتقل والدا سوناك إلى المملكة المتحدة في عام 1966. وأثناء وجودهما في المملكة المتحدة التقيا في النهاية وتزوجا في عام 1977 .
التحق سوناك بمدرسة ستراود وهي مدرسة إعدادية في رومسي ثم درس لاحقا في كلية وينشستر كصبي نهاري وأصبح رئيسا للكلية. كان يعمل كنادل في مطعم الكاري كوتي براسيري في ساوثامبتون خلال إجازته الصيفية. قرأ الفلسفة والسياسة والاقتصاد في كلية لينكولن بأكسفورد وتخرج بالمرتبة الأولى في عام 2001. خلال فترة وجوده في الجامعة أجرى تدريبا داخليا في مقر حملة المحافظين وانضم إلى حزب المحافظين. في عام 2006 حصل سوناك على درجة الماجستير في إدارة الأعمال من جامعة ستانفورد بصفته باحثا في برنامج فولبرايت. أثناء وجوده في جامعة ستانفورد التقى بزوجته المستقبلية أكشاتا مورتي ابنة الملياردير الهندي إن آر نارايانا مورثي.
كان جد سوناك لأبيه من جوجرانوالا (في باكستان الحالية) بينما كان جده لأمه من لوديانا (في الهند حاليا) وكانت كلتا المدينتين في ذلك الوقت جزءا من مقاطعة البنجاب في الهند البريطانية. هاجر أجداده إلى شرق أفريقيا ثم إلى المملكة المتحدة في الستينيات. ولد والده يشفير سوناك ونشأ في مستعمرة ومحمية كينيا (كينيا حاليا) وكان ممارسا عاما في الخدمة الصحية الوطنية. والدته أوشا سوناك المولودة في تنجانيقا (التي أصبحت فيما بعد جزءا من تنزانيا) كانت صيدلانية تمتلك صيدلية سوناك في ساوثهامبتون بين عامي 1995 و2014 وحاصلة على شهادة من جامعة أستون. سوناك هو الأكبر بين ثلاثة أشقاء. شقيقه سانجاي (مواليد 1982) هو طبيب نفساني وشقيقته راخي ويليامز (مواليد 1985) تعمل في نيويورك كرئيسة للاستراتيجية والتخطيط في "التعليم لا يمكن أن ينتظر" صندوق الأمم المتحدة العالمي للتعليم في حالات الطوارئ والأزمات الممتدة.

## المسيرة المهنية

### مهنة الأعمال (2001-2015)
عمل سوناك كمحلل في بنك الاستثمار جولدمان ساكس بين عامي 2001 و2004. ثم عمل في شركة إدارة صناديق التحوط إدارة صندوق استثمار الأطفال وأصبح شريكا في سبتمبر 2006. غادر في نوفمبر 2009 للانضمام إلى زملائه السابقين في كاليفورنيا في شركة صناديق التحوط الجديدة ثيليم بارتنرز التي تم إطلاقها في أكتوبر 2010 بإدارة 700 مليون دولار (ما يعادل 978 مليون دولار في عام 2023). كان رئيسه في كلا صندوقي التحوط هو باتريك ديجورس. كان سوناك أيضا مديرا لشركة الاستثمار مشاريع كاتاماران المملوكة لوالد زوجته رجل الأعمال الهندي إن آر نارايانا مورثي من شركة إنفوسيس بين عامي 2013 و2015.

### النائب (2015–2018)

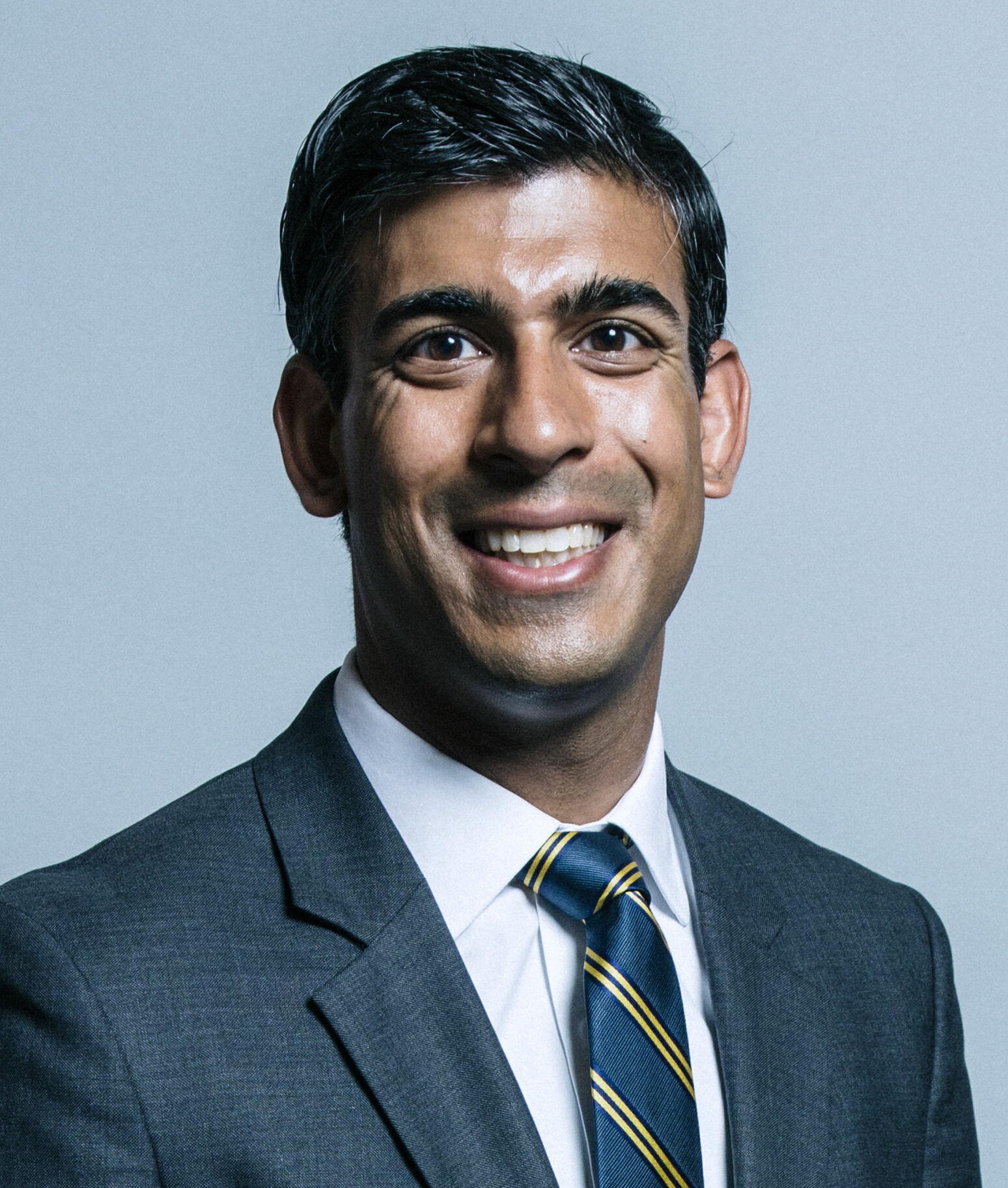
صورة النائب الرسمية، 2017.

تم اختيار سوناك كمرشح المحافظين عن ريتشموند (يورك) في أكتوبر 2014. كان المقعد يشغله سابقا ويليام هيغ وهو زعيم سابق للحزب خدم في مناصب وزارية مختلفة في عهد كاميرون وكان يمثله من قبل عضو في الحزب لأكثر من قرن. في نفس العام كان سوناك رئيسا لوحدة أبحاث السود والأقليات العرقية التابعة لمركز الأبحاث المحافظ "تبادل السياسات" والذي شارك في كتابة تقرير عن مجتمعات السود والأقليات العرقية في المملكة المتحدة. تم انتخابه نائبا عن الدائرة الانتخابية في الانتخابات العامة 2015 بأغلبية 19550 (36.2٪). خلال فترة البرلمان 2015-2017 كان عضوا في اللجنة المختارة للبيئة والغذاء والشؤون الريفية.
دعم سوناك الحملة الناجحة لخروج المملكة المتحدة من الاتحاد الأوروبي في استفتاء عضوية الاتحاد الأوروبي في يونيو 2016 منتقدا قوانين الهجرة في الاتحاد الأوروبي: "نحن نميز ضد البلدان التي تربطنا بها روابط تاريخية ولغة وثقافة" في العام التالي كتب تقريرا لمركز دراسات السياسات ( مؤسسة فكرية تاتشرية ) يدعم إنشاء موانئ حرة بعد خروج بريطانيا من الاتحاد الأوروبي وفي العام التالي كتب تقريرا يدعو إلى إنشاء سوق سندات التجزئة للشركات الصغيرة والمتوسطة الحجم. بعد استقالة كاميرون أيد سوناك مايكل جوف في انتخابات قيادة حزب المحافظين لعام 2016 ثم أيد لاحقا المرشحة الناجحة تيريزا ماي بعد إقصاء جوف في الجولة الثانية من التصويت.
أعيد انتخاب سوناك في الانتخابات العامة 2017 بأغلبية متزايدة بلغت 23108 (40.5%). في نفس العام كتب سوناك ورقة بحثية لبوليسي إكتشينج حول أهمية وهشاشة البنية التحتية تحت سطح البحر في المملكة المتحدة. أعيد انتخاب سوناك في الانتخابات العامة 2019 بأغلبية متزايدة بلغت 27210 (47.2٪). بعد التغييرات الحدودية في الانتخابات العامة 2024 يترشح سوناك في الانتخابات كمرشح المحافظ عن ريتشموند ونورثالرتون والذي حل محل مقعده السابق في ريتشموند (يورك). في 14 يونيو 2024 أعلن سوناك عن نيته الاستمرار في البرلمان كنائب للسنوات الخمس المقبلة إذا خسر المحافظون الانتخابات.

### وكيل وزارة الحكم المحلي (2018 – 2019)
تم تعيين سوناك في منصب وزاري صغير في حكومة ماي الثانية بصفته وكيل وزارة الدولة البرلماني للحكومة المحلية في التعديل الوزاري لعام 2018. صوت سوناك لصالح اتفاقية ماي للانسحاب من الاتحاد الأوروبي في جميع المناسبات الثلاث وصوت ضد إجراء استفتاء ثان على أي اتفاقية انسحاب. وقد رفض البرلمان اتفاق ماي للانسحاب ثلاث مرات مما أدى إلى إعلان ماي استقالتها في مايو 2019.
دعم سوناك محاولة بوريس جونسون الناجحة لخلافة ماي في انتخابات قيادة حزب المحافظين لعام 2019 وشارك في كتابة مقال مع زملائه النواب روبرت جينريك وأوليفر دودن للدفاع عن جونسون خلال الحملة الانتخابية في يونيو.

### السكرتير الأول للخزانة (2019-2020)
تم تعيين سوناك سكرتيرا رئيسيا للخزانة من قبل جونسون حيث عمل تحت قيادة المستشار ساجد جافيد. أصبح عضوا في مجلس الملكة الخاص في اليوم التالي.

### وزير الخزانة (2020–2022)
في الأسابيع التي سبقت أول تعديل وزاري لجونسون في فبراير 2020 اقترح عدد من الإحاطات الصحفية أنه قد يتم إنشاء وزارة اقتصادية جديدة بقيادة سوناك لتقليل سلطة وزارة الخزانة ونفوذها السياسي. بحلول فبراير 2020 أفيد أن جاويد سيبقى في منصبه كمستشار وأن سوناك سيبقى في منصب السكرتير الأول للخزانة من أجل "مراقبة" جاويد.
في 13 فبراير 2020 يوم التعديل الوزاري استقال جاويد من منصب المستشار بعد اجتماعه مع جونسون. وخلال الاجتماع عرض جونسون السماح لجاويد بالاحتفاظ بمنصبه بشرط إقالة جميع مستشاريه في وزارة الخزانة واستبدالهم بمن يختارهم رئيس الوزراء. بعد استقالته قال جاويد لرابطة الصحافة إنه "لن يقبل أي وزير يحترم نفسه هذه الشروط". تمت ترقية سوناك إلى منصب المستشار ليحل محل جاويد كجزء من أول تعديل وزاري لجونسون في وقت لاحق من ذلك اليوم.
رأى بعض المعلقين السياسيين أن تعيين سوناك يشير إلى نهاية استقلال وزارة الخزانة عن رئاسة الوزراء والذي بدأ خلال رئاسة جوردون براون في عهد توني بلير حيث جادل روبرت شريمسلي كبير المعلقين السياسيين في صحيفة فايننشال تايمز بأن "الحكومة الجيدة تعتمد غالبا على" كبار الوزراء - والمستشارة على وجه الخصوص - قادرون على محاربة الأفكار السيئة".

#### جائحة كوفيد-19

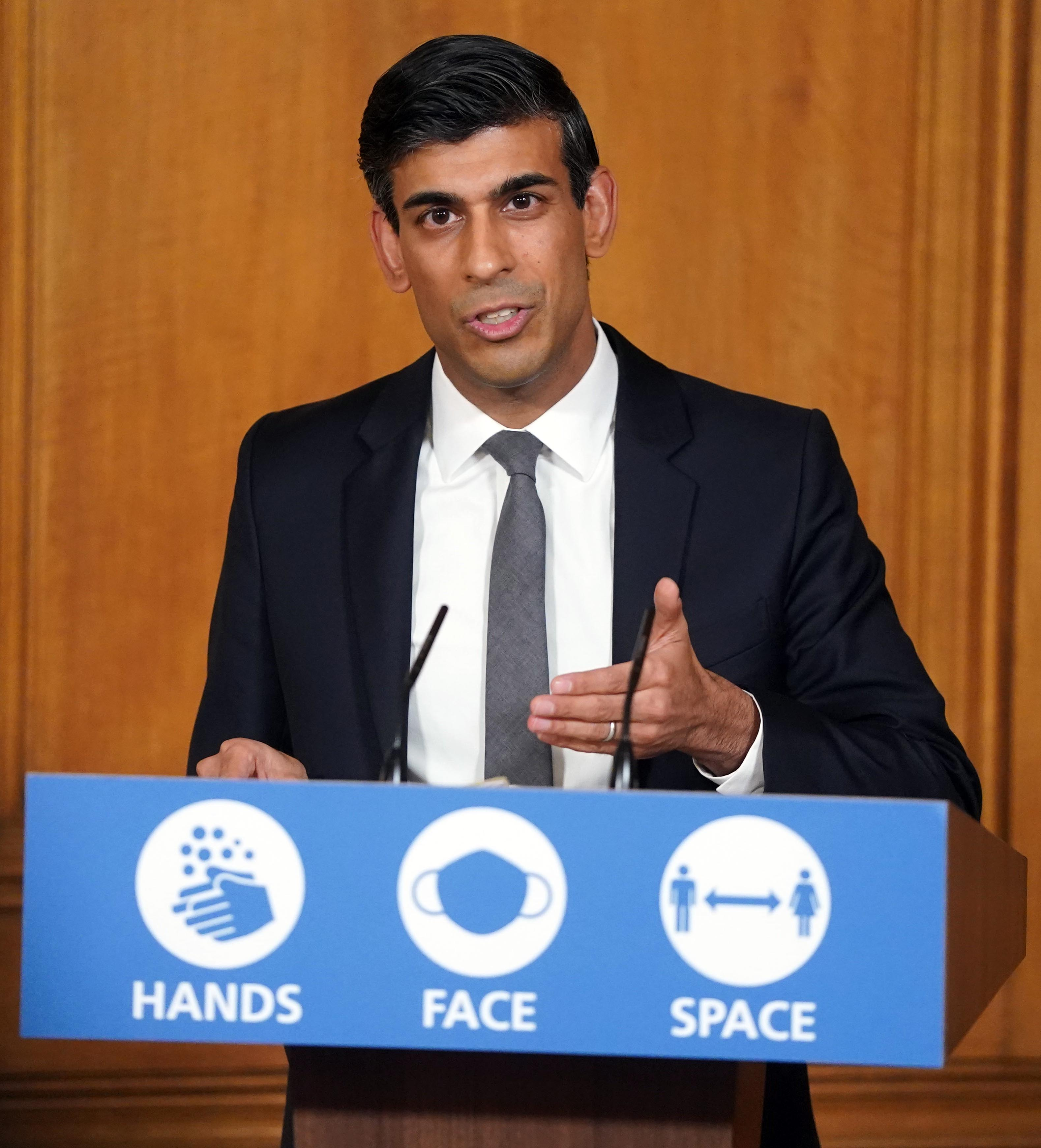
سوناك في مؤتمر صحفي حول كوفيد-19 ، أكتوبر 2020.

في 17 مارس 2020 وسط جائحة كوفيد-19 وتأثيرها الاقتصادي برز سوناك في استجابة الحكومة. قدم برنامجا يوفر 330 مليار جنيه إسترليني لدعم الطوارئ للشركات بالإضافة إلى خطة الإجازة للموظفين. كانت هذه هي المرة الأولى التي تنشئ فيها الحكومة البريطانية مثل هذا المخطط للاحتفاظ بالموظفين. تم تقديم المخطط في 20 مارس 2020 لتقديم منح لأصحاب العمل لدفع 80٪ من أجور الموظفين وتكاليف التوظيف كل شهر بما يصل إلى إجمالي 2500 جنيه إسترليني للشخص الواحد شهريا. قدرت التكلفة بـ 14 مليار جنيه إسترليني شهريا للتشغيل.
تم تشغيل خطة الاحتفاظ بالوظائف الخاصة بفيروس كورونا في البداية لمدة ثلاثة أشهر وكان تاريخها بأثر رجعي حتى 1 مارس. بعد تمديد الإغلاق على مستوى البلاد لمدة ثلاثة أسابيع قام سوناك بتمديد المخطط حتى نهاية يونيو 2020. وفي نهاية مايو مدد سوناك المخطط حتى نهاية أكتوبر 2020. قرار التمديد تم وضع مخطط الاحتفاظ بالوظائف لتجنب أو تأجيل عمليات التسريح الجماعي وإفلاس الشركات ومستويات البطالة المحتملة التي لم نشهدها منذ الثلاثينيات.
في يوليو 2020 كشف سوناك عن خطة لإنفاق 30 مليار جنيه إسترليني إضافية والتي تضمنت إعفاء من رسوم الدمغة وخفض ضريبة القيمة المضافة لقطاع الضيافة ومكافأة الاحتفاظ بالوظيفة لأصحاب العمل وبرنامج تناول الطعام بالخارج للمساعدة. مخطط الخروج يهدف إلى دعم وخلق فرص العمل في صناعة الضيافة. دعمت الحكومة الأطعمة والمشروبات الغازية في المقاهي والحانات والمطاعم المشاركة بنسبة 50% وتصل إلى 10 جنيهات إسترلينية للشخص الواحد. كان العرض متاحا من 3 إلى 31 أغسطس من الاثنين إلى الأربعاء من كل أسبوع. في المجمل دعم البرنامج 849 مليون جنيه إسترليني على شكل وجبات. لم يتم إبلاغ باتريك فالانس (كبير المستشارين العلميين) وكريس ويتي (كبير المستشارين الطبيين) بالمخطط. اعتبر البعض أن المخطط ناجح في تعزيز صناعة الضيافة بينما اختلف آخرون. وجدت دراسة أجريت عام 2020 أن المخطط ساهم في ارتفاع معدلات الإصابة بكوفيد-19 وهو ما اعترف به جونسون لكن وزارة الخزانة رفضته. قال كبير المستشارين الطبيين للحكومة السير باتريك فالانس في وقت لاحق خلال تحقيق المملكة المتحدة بشأن كوفيد-19 إن سوناك لم يبلغ المستشارين الطبيين بالمخطط حتى الإعلان عنه بينما قالت الأدلة المكتوبة من سوناك أن المخطط تمت مناقشته مع المستشارين الطبيين بما في ذلك فالانس ولم يعترضوا.
قام سوناك بتسليم الخطة الاقتصادية الشتوية في 24 سبتمبر 2020. وكان الغرض من البيان هو الإعلان عن تدابير تهدف إلى زيادة المساعدة في تعزيز التعافي الاقتصادي في أعقاب تأثير جائحة كوفيد-19. وتهدف الخطة إلى تعزيز الانتعاش الاقتصادي مع الحفاظ على الوظائف والشركات التي تعتبر قابلة للحياة. بعد الإغلاق الثاني في إنجلترا في 31 أكتوبر 2020 تم تمديد البرنامج عدة مرات حتى 30 سبتمبر 2021.
قال سوناك إنه عارض توصيات المستشارين الطبيين الحكوميين بشأن الإغلاق الثاني "لقاطع الدائرة" في سبتمبر 2020 بسبب التأثير المحتمل على الوظائف والاقتصاد. قال وزير الصحة آنذاك مات هانكوك إن سوناك قد وضع جونسون تحت "ضغوط هائلة" حتى لا يفرض المزيد من القيود خلال هذا الوقت. على الرغم من تأكيد سوناك أنه قدم المشورة لرئيس الوزراء فقط بشأن المسائل الاقتصادية من أجل مساعدته في الوصول إلى قرار. وفقا لمذكرات فالانس أخبره دومينيك كامينغز أن سوناك جادل ب"السماح للناس بالموت" أثناء جدال حول فرض إغلاق ثان في أكتوبر 2020. ونفى سوناك "السماح للناس بالموت" ادعاء مشيرا إلى حقيقة أن فالانس لم يسمع هذه العبارة ولكنه ادعى فقط أن كامينغز أخبرها بها.
في أكتوبر 2021 أصدر سوناك بيان الميزانية الثالث والأخير والذي تضمن وعود إنفاق كبيرة تتعلق بالعلم والتعليم. زادت الميزانية الدعم أثناء العمل من خلال نظام الائتمان الشامل عن طريق زيادة بدلات العمل بمقدار 500 جنيه إسترليني سنويا وخفض معدل التناقص التدريجي بعد خصم الضرائب من 63% إلى 55%. تم الإعلان عن استثمار بقيمة 560 مليون جنيه إسترليني في وثيقة التسوية البيضاء. تمت معاينة العديد من الإعلانات التي سيتم إصدارها في الميزانية قبل يوم الميزانية مما أثار انتقادات وغضبا من مجلس العموم. وردا على الانتقادات قال سوناك إن الميزانية "تبدأ العمل للتحضير لاقتصاد جديد".
في أبريل 2022 وسط فضيحة بارتي جيت أصدرت الشرطة إخطارا بعقوبة ثابتة لسوناك لاعتقادها أنه ارتكب جرائم بموجب لوائح كوفيد-19 من خلال حضور تجمع عيد ميلاد لجونسون في 19 يونيو 2020. وأصدرت الشرطة أيضا 125 إشعارا بعقوبة ثابتة إلى 82 شخصا آخر من بينهم جونسون وزوجته كاري سيموندز الذين اعتذروا جميعا ودفعوا العقوبات. بعد تلقي إشعار العقوبة قال سوناك إنه "آسف للغاية وصادق" للأذى الذي سببه له حضور الحفل وأنه يحترم قرار الشرطة بمنحه غرامة.

#### أزمة غلاء المعيشة وأزمة الطاقة

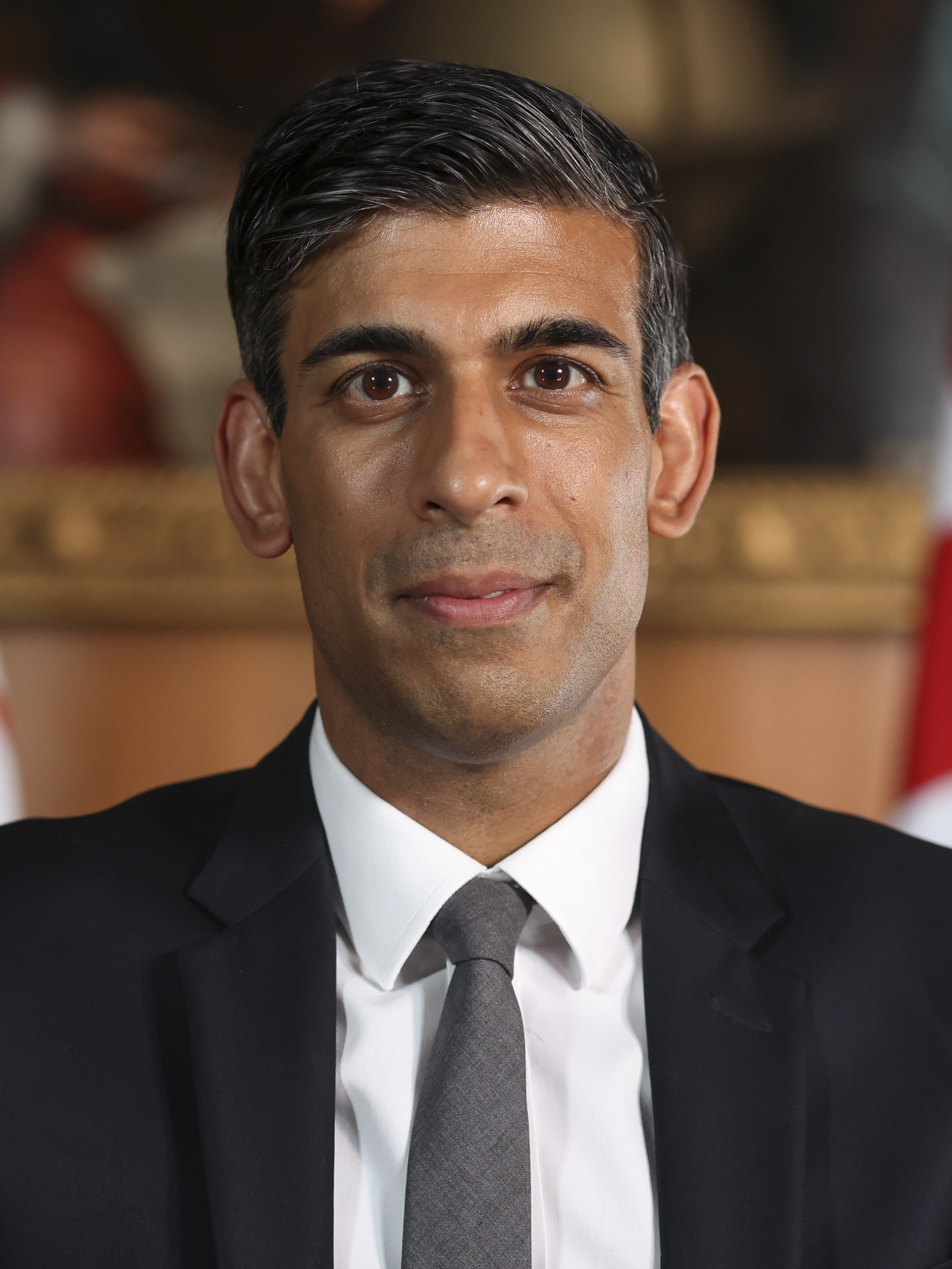
الصورة الرسمية لمجلس الوزراء، سبتمبر 2021.

نظرا لأن ارتفاع تكاليف المعيشة أصبح قضية خطيرة ومثيرة للقلق بشكل متزايد بالنسبة للبلاد كثفت حكومة المملكة المتحدة بما في ذلك سوناك جهودها للاستجابة للأزمة في مايو 2022 بفرض ضريبة غير متوقعة بقيمة 5 مليارات جنيه إسترليني على شركات الطاقة للمساعدة في تمويل 15 جنيها إسترلينيا. حزمة دعم بقيمة مليار دولار للجمهور. تضمنت الحزمة حصول كل أسرة على خصم قدره 400 جنيه إسترليني على فواتير الطاقة والذي سيكون بالإضافة إلى استرداد ضريبة المجلس بقيمة 150 جنيها إسترلينيا التي طلبتها الحكومة بالفعل. بالنسبة لنحو 8 ملايين من الأسر ذات الدخل المنخفض في المملكة المتحدة تم الإعلان عن دفعة إضافية بقيمة 650 جنيها إسترلينيا. بالإضافة إلى ذلك سيكون المتقاعدون أو الأشخاص ذوو الإعاقة مؤهلين للحصول على دفعات إضافية بالإضافة إلى مبلغ 550 جنيها إسترلينيا الذي تحصل عليه كل أسرة و650 جنيها إسترلينيا سيحصلون عليها إذا كان لديهم دخل منخفض.
أدلى سوناك ببيانه الربيعي في 23 مارس 2022. حيث خفض رسوم الوقود وأزال ضريبة القيمة المضافة على معدات توفير الطاقة (مثل الألواح الشمسية والعزل) وخفض مدفوعات التأمين الوطني للشركات الصغيرة ومع الاستمرار في زيادة التأمين الوطني المخطط لها في أبريل ووعد بمواءمة العتبة الأولية مع بدل الدخل الشخصي الأساسي اعتبارا من يوليو. كما وعد بتخفيض ضريبة الدخل في عام 2024. كما قدم سوناك بعض التمويل لمساعدة الأشخاص الضعفاء على مواجهة ارتفاع تكاليف المعيشة.

#### أفعال اخرى

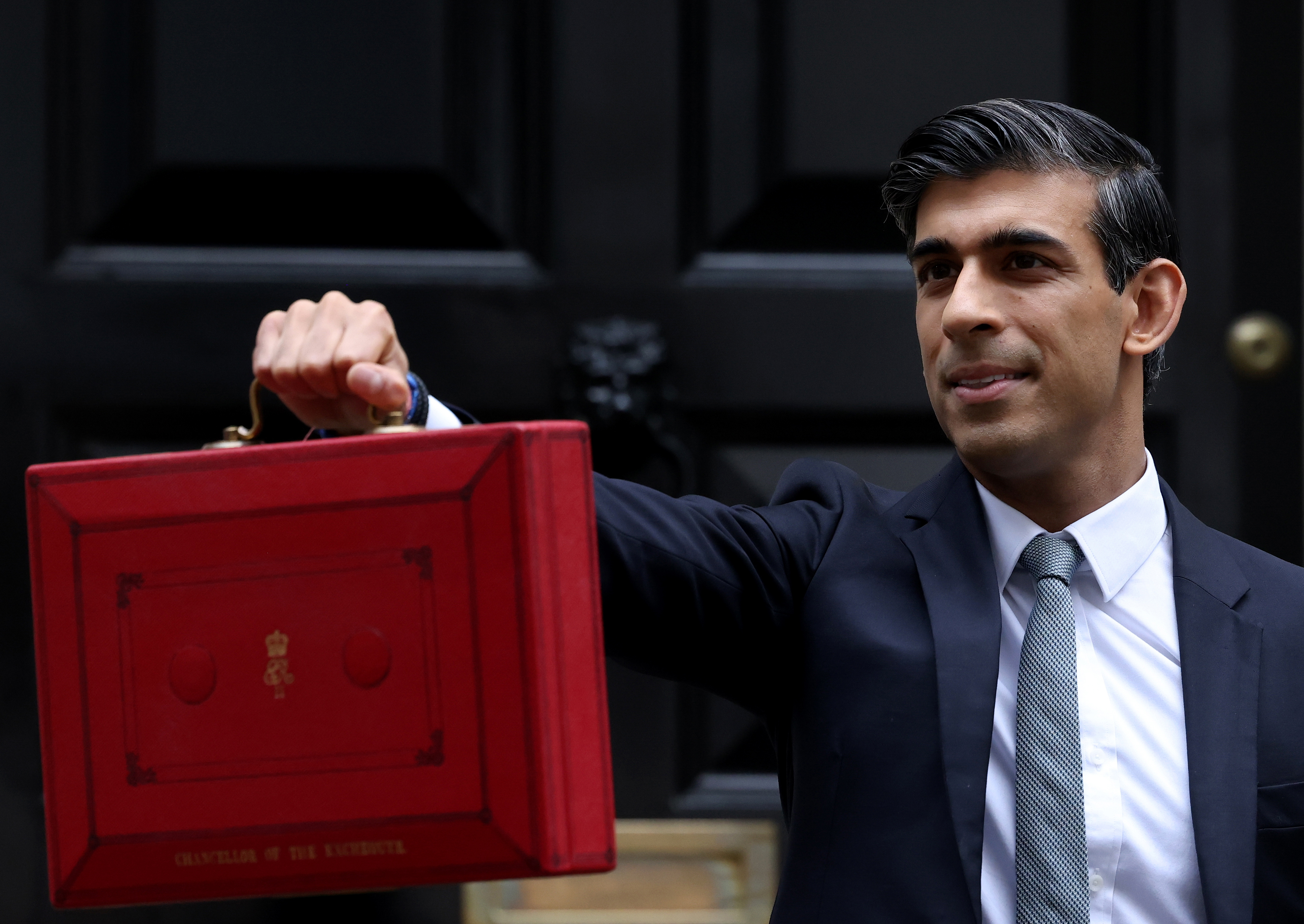
سوناك يحمل صندوق الميزانية يوم موازنة أكتوبر 2021.

استضاف سوناك قمة مجموعة السبع في لندن في يونيو 2021. وتم التوقيع على اتفاقية الإصلاح الضريبي والتي سعت من حيث المبدأ إلى تحديد حد أدنى عالمي للضريبة على الشركات متعددة الجنسيات وشركات التكنولوجيا عبر الإنترنت. وفي أكتوبر 2021 وقعت منظمة التعاون الاقتصادي والتنمية اتفاقية للانضمام إلى خطة الإصلاح الضريبي. في وقت لاحق من ذلك الشهر حضر سوناك مؤتمر الأطراف السادس والعشرين في غلاسكو. خلال كلمته التي ألقاها في 3 نوفمبر قال إنه يشعر بالتفاؤل على الرغم من التحديات الصعبة وأنه من خلال الجمع بين وزراء المالية والشركات والمستثمرين يمكن لمؤتمر الأطراف السادس والعشرين أن يبدأ في تحقيق أهداف اتفاقية باريس.
في نوفمبر 2020 ذكرت صحيفة الغارديان أن سوناك لم يعلن عن مبلغ كبير من المصالح المالية لزوجته وعائلته في سجل مصالح الوزراء بما في ذلك المساهمة المجمعة البالغة 1.7 مليار جنيه إسترليني في شركة إنفوسيس الهندية. يطلب من الوزراء الإعلان عن المصالح "ذات الصلة" بمسؤولياتهم و"التي قد يعتقد أنها تؤدي إلى تعارض" مع واجباتهم العامة. حقق المستشار المستقل لشؤون الوزراء وخلص إلى أن سوناك لم يخرق أي قواعد.
في أوائل عام 2022 ذكرت الصحف أن مورتي كانت تتمتع بوضع غير مقيم مما يعني أنها لم تكن مضطرة إلى دفع ضريبة على الدخل المكتسب في الخارج أثناء إقامتها في المملكة المتحدة. كلف الحصول على هذا الوضع حوالي 30 ألف جنيه إسترليني وسمح لها بتجنب دفع ما يقدر بنحو 20 مليون جنيه إسترليني من ضرائب المملكة المتحدة. في 8 أبريل أصدرت مورتي بيانا قالت فيه إنها ستدفع ضرائب المملكة المتحدة على دخلها العالمي وأنها تأسف لأن هذه القضية أصبحت "إلهاء لزوجها". وتم فتح تحقيق لتحديد مصدر التسريب فيما يتعلق بوضعها الضريبي.
كشفت التقارير في هذا الوقت أيضا أن سوناك استمر في الحصول على وضع الإقامة الدائمة في الولايات المتحدة (البطاقة الخضراء) الذي حصل عليه في العقد الأول من القرن الحادي والعشرين حتى عام 2021 بما في ذلك لمدة 18 شهرا بعد تعيينه مستشارا الأمر الذي يتطلب تقديم إقرارات ضريبية أمريكية سنوية. وجد التحقيق في الوضع الضريبي لزوجته وحالة إقامته أن سوناك لم ينتهك أي قواعد وزارية.

#### الاستقالة

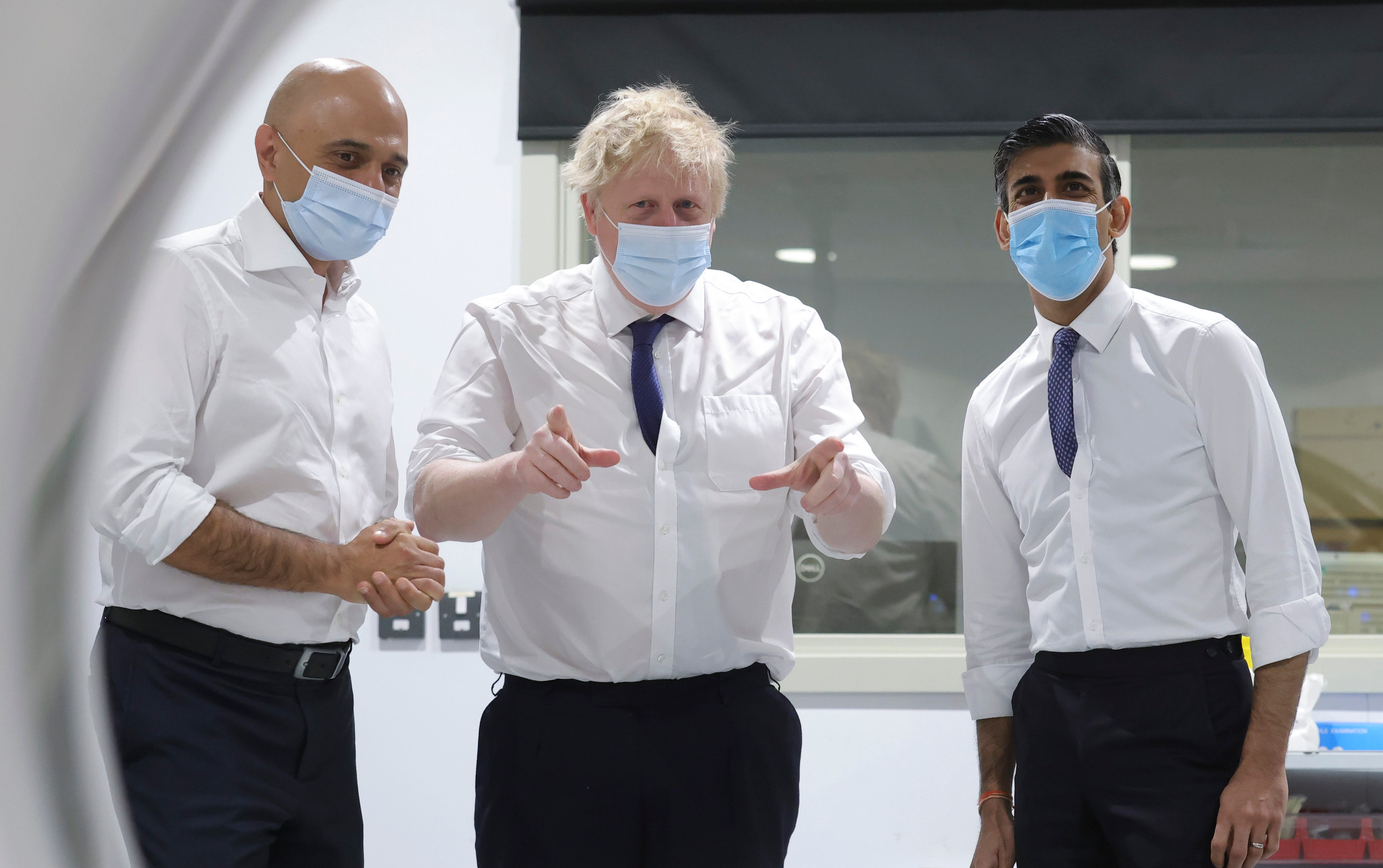
ساجد جافيد (يسار) في الصورة مع سوناك: استقال الثنائي في غضون دقائق من بعضهما البعض في يوليو 2022، مما ساهم في انهيار حكومة بوريس جونسون (في الوسط).

في 5 يوليو 2022 استقال سوناك ووزير الصحة ساجد جاويد في وقت واحد تقريبا وسط فضيحة تحيط بادعاءات التحرش الجنسي ضد كريس بينشر والتي نشأت بعد الكشف عن أن جونسون قام بترقية بينشر إلى المنصب مع علمه بالادعاءات مسبقا. كان سوناك هو الثاني من بين 61 نائبا محافظا يستقيل خلال الأزمة الحكومية. خلفه في منصب المستشار نديم الزهاوي. بعد استقالة سوناك وجاويد استقال أيضا العديد من صغار الوزراء والسكرتير البرلماني الخاص ومعظمهم أشاروا إلى الافتقار إلى الصدق والنزاهة من جانب جونسون. وفي الـ 24 ساعة التالية استقال 36 نائبا من مناصبهم في الحكومة وأعلن جونسون استقالته. وقال سوناك في خطاب استقالته:

#### عطاءات القيادة المحافظة

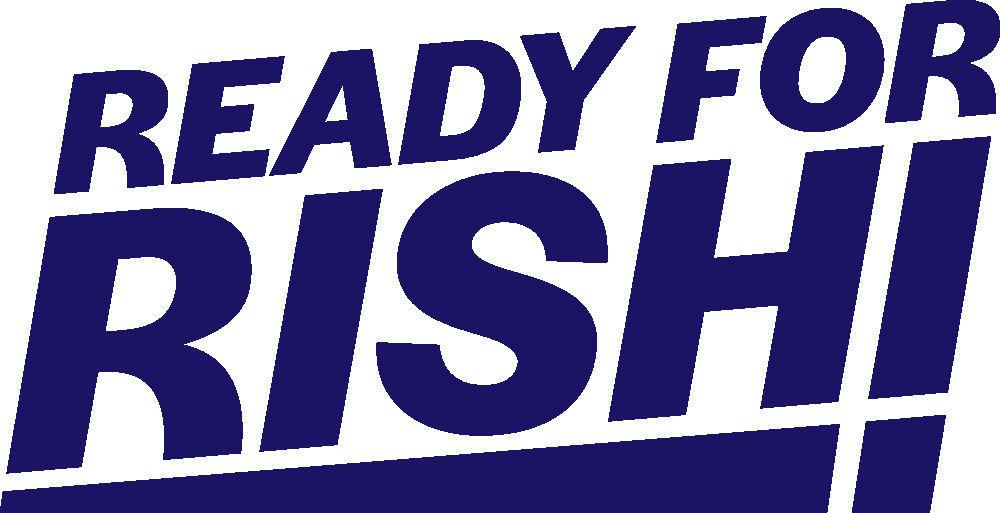
شعار عروض قيادة سوناك.

في 8 يوليو 2022 أعلن سوناك ترشحه لانتخابات القيادة ليحل محل جونسون. أطلق سوناك حملته في مقطع فيديو نشر على وسائل التواصل الاجتماعي وكتب فيه أنه "سيستعيد الثقة ويعيد بناء الاقتصاد ويعيد توحيد البلاد". وقال إن قيمه هي "الوطنية والعدالة والعمل الجاد" وتعهد "بقمع اللغة المحايدة بين الجنسين". خلال الحملة تعهد سوناك بإدراج التخفيضات الضريبية فقط عندما يكون التضخم تحت السيطرة وإلغاء معدل ضريبة القيمة المضافة بنسبة 5٪ على الطاقة المنزلية لمدة عام واحد وتقديم غرامة مؤقتة بقيمة 10 جنيهات إسترلينية للمرضى الذين يفشلون في حضور مواعيد الطبيب العام ووضع حد أقصى لأعداد اللاجئين وتشديد تعريف اللجوء.
في 20 يوليو ظهر سوناك ووزيرة الخارجية ليز تراس كمرشحين نهائيين في المنافسة في 20 يوليو ليتم طرحهما على الأعضاء للتصويت النهائي على القيادة. لقد حصل على أكبر عدد من الأصوات في كل سلسلة من أصوات أعضاء البرلمان حيث حصل سوناك على 137 مقابل 113 لتراس في الجولة النهائية. وفي تصويت العضوية حصلت تراس على 57.4% من الأصوات مما جعلها الزعيمة الجديدة. أمضى فترة رئاسة تراس للوزراء في المقاعد الخلفية.
أعلنت تراس استقالتها في 20 أكتوبر 2022 وسط أزمة حكومية مما أدى إلى منافسة على القيادة. في 22 أكتوبر أفيد أن سوناك لديه العدد المطلوب من المؤيدين - 100 عضو في مجلس العموم - للترشح في الاقتراع في 24 أكتوبر. تجاوز إجمالي عدد النواب الذين أعلنوا دعمهم علنا 100 بعد ظهر يوم 22 أكتوبر. في 23 أكتوبر أعلن سوناك أنه سيرشح نفسه للانتخابات. بعد أن استبعد جونسون نفسه من السباق وسحبت بيني موردونت ترشيحها تم الإعلان عن سوناك كزعيم جديد لحزب المحافظين في 24 أكتوبر.

## رئاسة الوزراء (2022-2024)

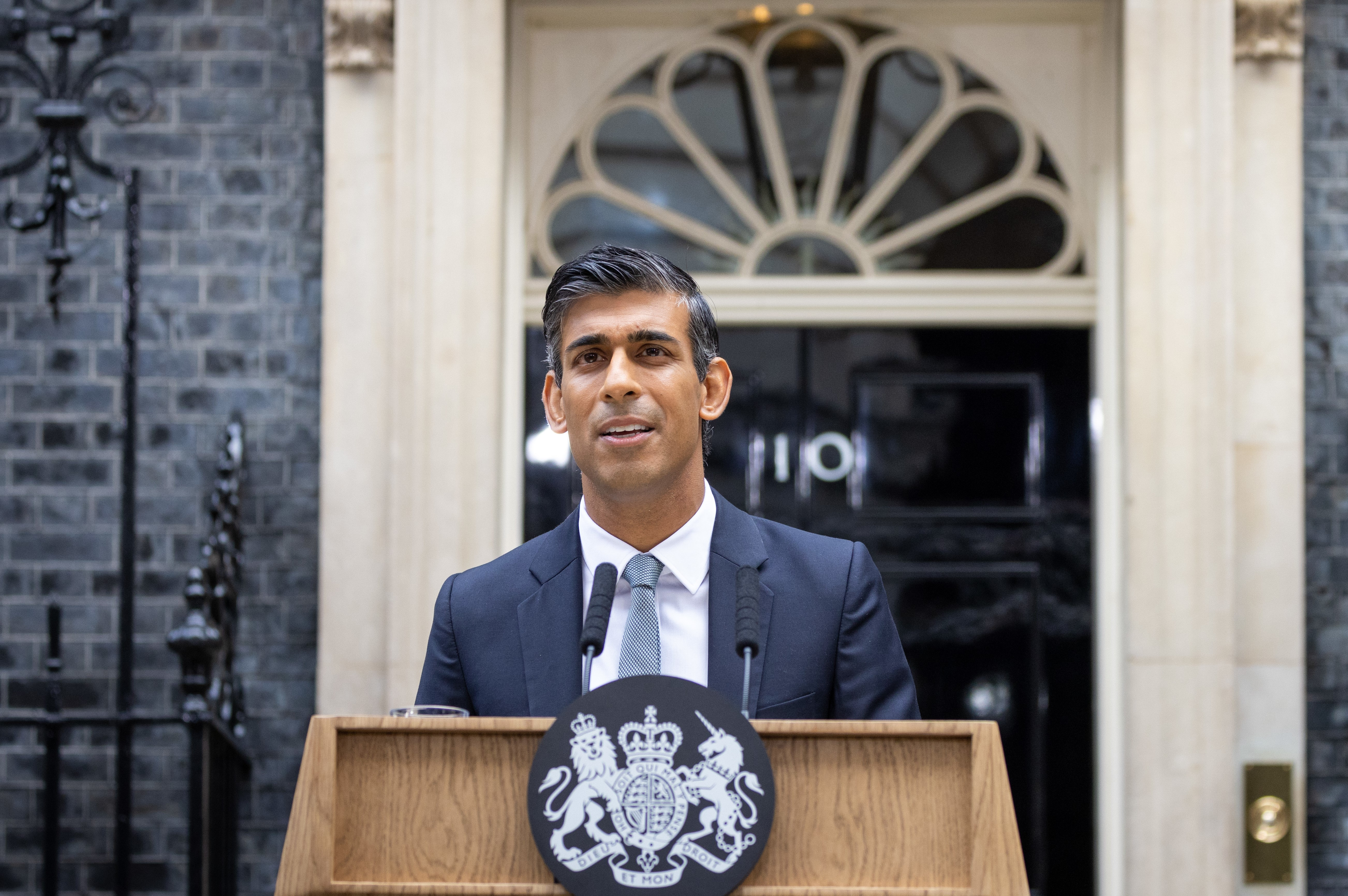
سوناك يلقي خطابه الأول كرئيس للوزراء، 25 أكتوبر 2022.

بصفته زعيما لحزب الأغلبية في مجلس العموم تم تعيين سوناك رئيسا للوزراء من قبل تشارلز الثالث في 25 أكتوبر 2022 ليصبح أول بريطاني آسيوي وأول هندوسي يتولى هذا المنصب. في عمر 42 عاما أصبح سوناك أصغر رئيس وزراء منذ روبرت جينكينسون إيرل ليفربول الثاني في عام 1812. في أول خطاب له كرئيس للوزراء قال سوناك إن تراس "لم يكن مخطئا" في رغبته في تحسين النمو وأنه "أعجب بقلقها من أجل إحداث التغيير" لكنه اعترف بأنه "ارتكبت بعض الأخطاء" وأنه تم انتخابه رئيسا للوزراء جزئيا لإصلاحها:

### الحكومة

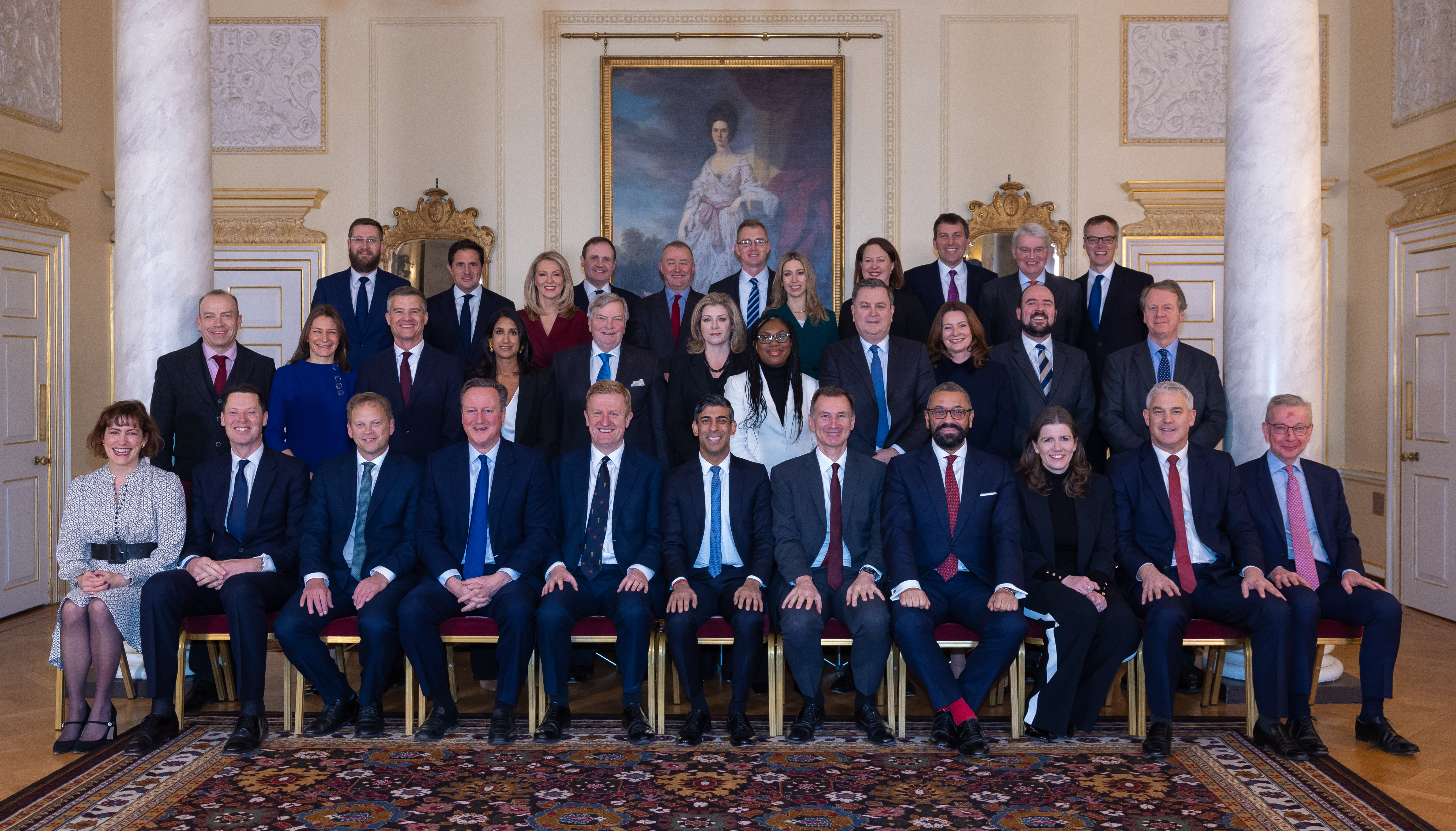
سوناك مع حكومته، 9 يناير 2024.

اختار سوناك وزراء حكومته بعد تعيينه رئيسا للوزراء. ظل جيريمي هانت مستشارا كما أعيد تعيين دومينيك راب نائبا لرئيس الوزراء ووزير العدل. استقال لاحقا من هذين المنصبين في أبريل 2023 وحل محله أوليفر دودن. بقي جيمس كليفرلي وزيرا للخارجية مع عودة سويلا برافرمان كوزيرة للداخلية. بقي بن والاس وزيرا للدولة لشؤون الدفاع. عاد مايكل جوف كوزير للتسوية والإسكان والمجتمعات المحلية وتم تعيين جرانت شابس وزيرا للدولة للأعمال والطاقة والاستراتيجية الصناعية وظلت بيني موردونت زعيمة لمجلس العموم ورئيسا للمجلس. وشملت التعيينات الرئيسية الأخرى سيمون هارت في منصب وزير الخزانة البرلماني ورئيس السوط في مجلس العموم ونديم الزهاوي في منصب رئيس حزب المحافظين وأوليفر دودن في منصب مستشار دوقية لانكستر وتريز كوفي في منصب وزيرة البيئة وميل سترايد في منصب وزير العمل ووزير المعاشات التقاعدية ومارك هاربر وزير النقل.

#### التعديلات

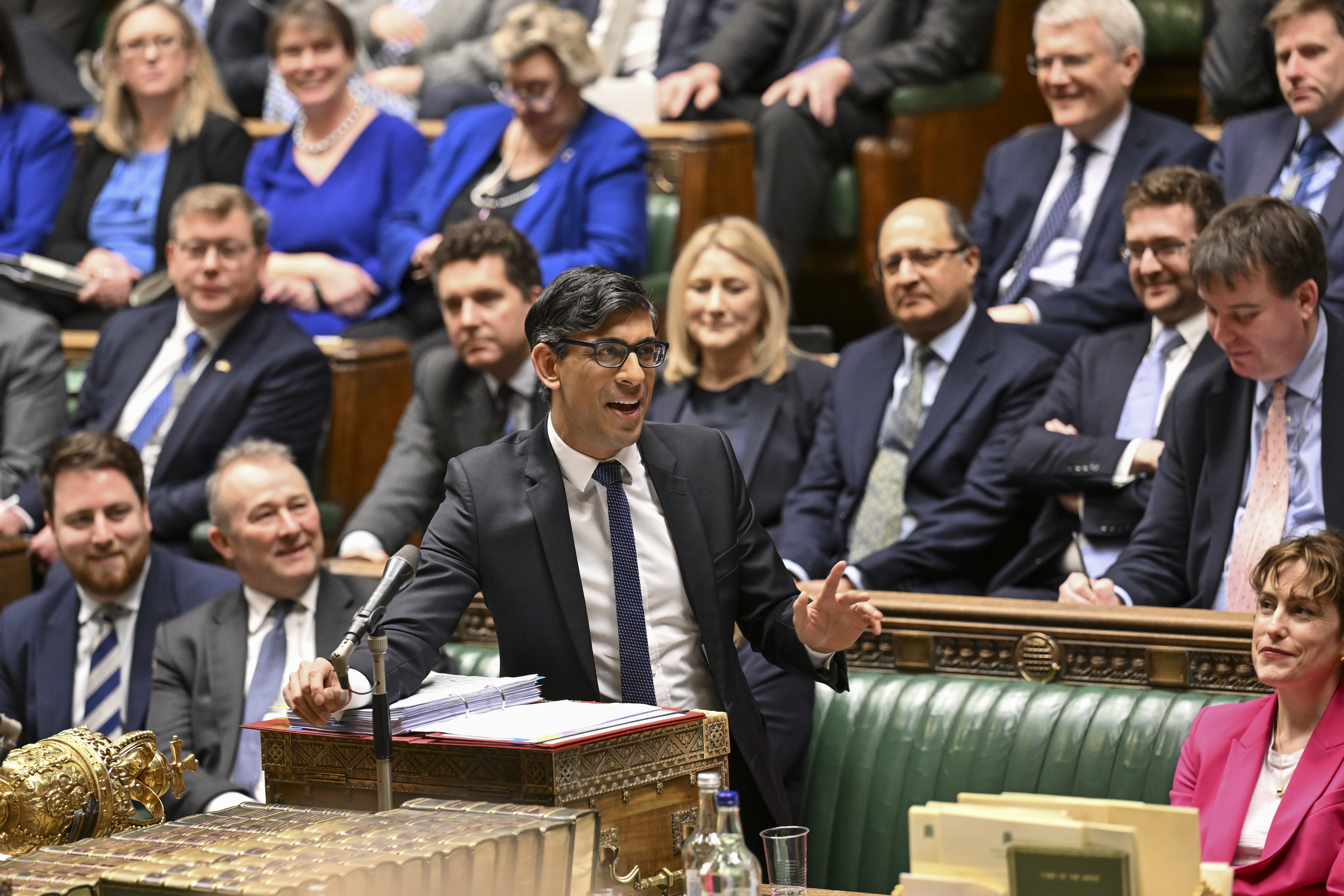
سوناك يتحدث خلال أسئلة رئيس الوزراء، 7 فبراير 2024.

شهد التعديل الوزاري الأول لسوناك في فبراير 2023 إعادة هيكلة كبيرة للدوائر الحكومية. وتضمنت الأقسام الجديدة أقسام الأعمال والتجارة وأمن الطاقة وصافي الصفر والعلوم والابتكار والتكنولوجيا. تم تقسيم وزارة التجارة الدولية ووزارة الأعمال والطاقة والاستراتيجية الصناعية ودمجهما في أقسام أخرى. ومن بين الوزراء الذين انضموا إلى الحكومة في التعديل الأول جريج هاندز الذي تولى منصب رئيس حزب المحافظين خلفا للزهاوي وأصبحت لوسي فريزر وزيرة الدولة للثقافة والإعلام والرياضة خلفا لميشيل دونيلان. غادرت راشيل ماكلين المقاعد الخلفية وانضمت إلى وزارة التسوية والإسكان والمجتمعات. شهد التعديل الوزاري الثاني الذي أجراه سوناك في نوفمبر 2023 عودة رئيس الوزراء السابق ديفيد كاميرون إلى الحكومة بعد غياب دام سبع سنوات عن السياسة الأمامية ليحل محل جيمس كليفرلي كوزير للخارجية. وشهدت أيضا رحيل برافرمان وكوفي من الحكومة وهاندز من مجلس الوزراء وتعيين لورا تروت في منصب السكرتير الأول للخزانة.

### السياسة الخارجية

#### الهجرة

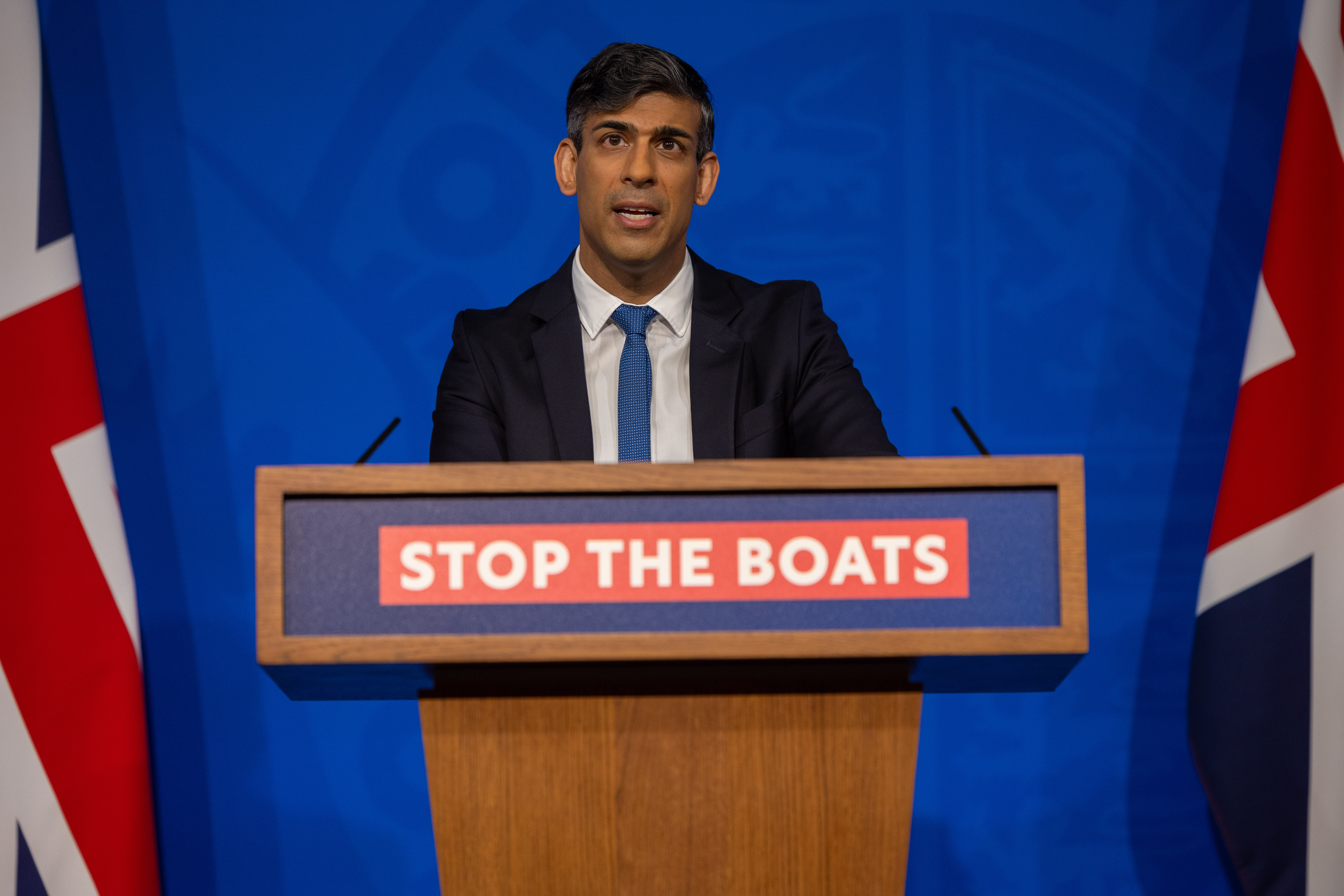
سوناك يعقد مؤتمرا صحفيا حول خطة اللجوء في رواندا، 22 أبريل 2024.

في عام 2019 تعهد حزب المحافظين وبوريس جونسون بخفض صافي الهجرة إلى أقل من 250 ألفا سنويا لكن سوناك قال في عام 2023 إن الأولوية ليست الحد من الهجرة القانونية بل وقف الهجرة غير الشرعية.
عبر ما يقرب من 30 ألف مهاجر غير شرعي القناة في قوارب صغيرة إلى المملكة المتحدة في عام 2023. وصل صافي الهجرة طويلة الأجل إلى المملكة المتحدة (عدد الأشخاص المهاجرين مطروحا منه عدد المهاجرين) إلى مستوى قياسي بلغ 764000 في عام 2022 مع الهجرة القانونية 1.26 مليون والهجرة 493000. من بين 1,218,000 مهاجر قانوني قدموا إلى المملكة المتحدة في عام 2023 كان 10% فقط من مواطني الاتحاد الأوروبي.
واصل سوناك خطة اللجوء في رواندا لإرسال طالبي اللجوء والمهاجرين غير الشرعيين إلى رواندا لمعالجة طلباتهم. بعد أن تم حظر الخطة من قبل محكمة الاستئناف في المملكة المتحدة في يونيو 2023 بسبب مخاوف بشأن القانون الدولي وإمكانية الإعادة القسرية (اضطهاد أولئك الذين تم إرسالهم إلى رواندا) تعهد سوناك باستئناف الحكم أمام المحكمة العليا.
في 15 نوفمبر 2023 أيدت المحكمة العليا الحكم وأعلنت أن الخطة غير قانونية. ردا على ذلك أرسل سوناك كليفرلي إلى رواندا للتفاوض على معاهدة مع رواندا تركز على منع الإعادة القسرية والتي يجب الآن التصديق عليها من قبل البرلمانين البريطاني والرواندي. قدمت الحكومة أيضا مشروع قانون سلامة رواندا (اللجوء والهجرة) وهو تشريع طوارئ يمنح الوزراء سلطة إلغاء أقسام من قانون حقوق الإنسان لعام 1998 وجوانب معينة من القانون الدولي من أجل السماح لهم بإعلان رواندا دولة آمنة وفقا لقانون المملكة المتحدة. انتقد الكثيرون من يمين الحزب مشروع القانون لأنه لم يذهب إلى أبعد من ذلك مما أدى إلى استقالة وزير الهجرة روبرت جينريك.
في 12 ديسمبر 2023 حصل سوناك على أغلبية حكومية بلغت 44 صوتا لصالح مشروع قانون سلامة رواندا على الرغم من معارضة جميع الأحزاب الأخرى وامتناع أعضاء مجموعة الأبحاث الأوروبية عن التصويت.

#### روسيا وأوكرانيا

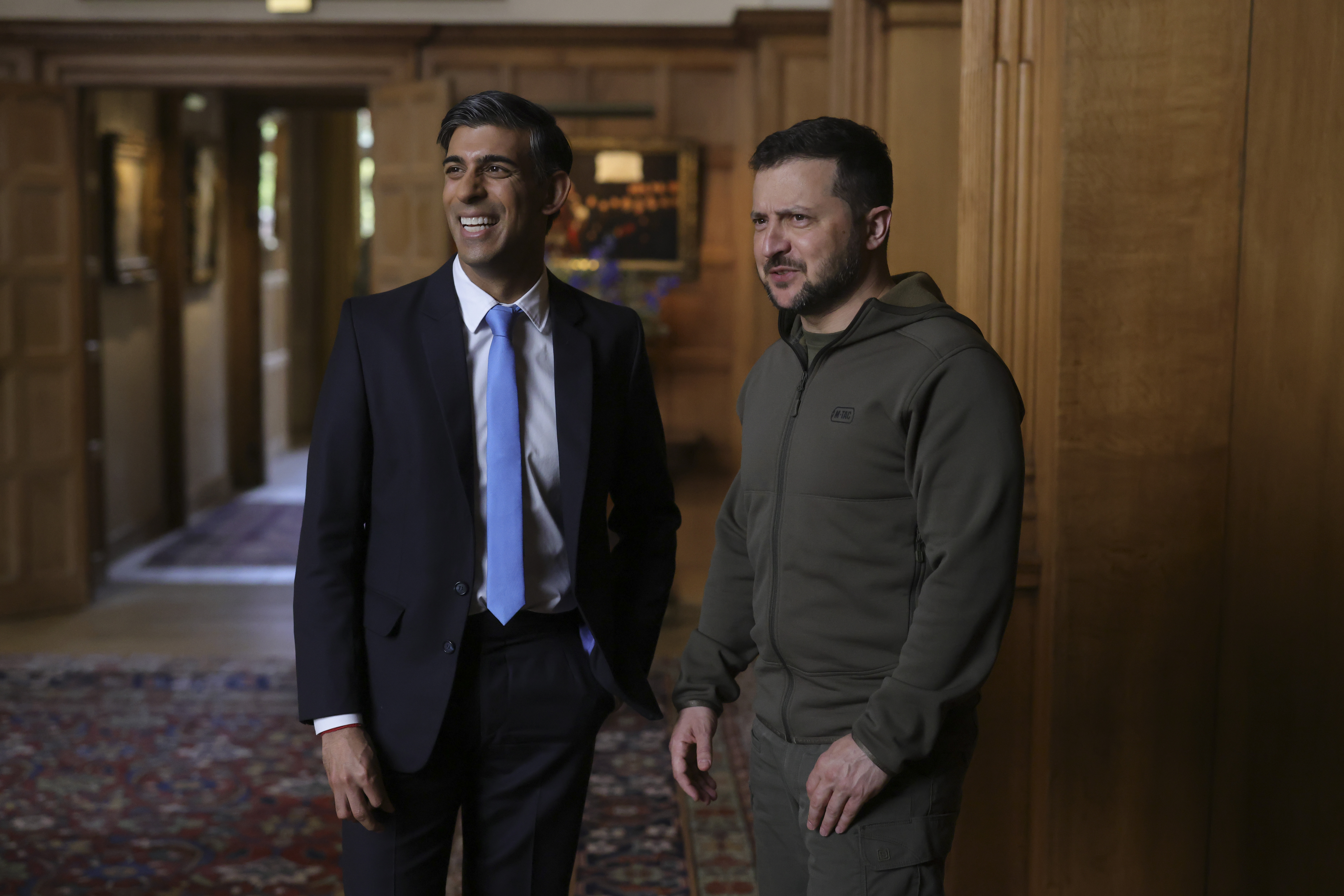
لقاء سوناك مع الرئيس الأوكراني فولوديمير زيلينسكي في تشيكرز، مايو 2023.

في أعقاب الانفجار الصاروخي في بولندا في 15 نوفمبر التقى سوناك بالرئيس الأمريكي جو بايدن وألقى خطابا. التقى سوناك لاحقا بالرئيس الأوكراني فولوديمير زيلينسكي وتعهد بتقديم مساعدات لأوكرانيا بقيمة 50 مليون جنيه إسترليني. وبعد لقائه بزيلينسكي قال سوناك: "أنا فخور بكيفية وقوف المملكة المتحدة إلى جانب أوكرانيا منذ البداية. وأنا هنا اليوم لأقول إن المملكة المتحدة وحلفاءنا سيواصلون الوقوف إلى جانب أوكرانيا في نضالها لإنهاء هذه الحرب الوحشية وتحقيق السلام العادل".
زار سوناك أوكرانيا في 12 يناير 2024 لتوقيع اتفاقية جديدة بين المملكة المتحدة وأوكرانيا بشأن التعاون الأمني مع زيلينسكي وتعهد بتقديم مساعدات عسكرية بقيمة 2.5 مليار جنيه إسترليني لأوكرانيا بما في ذلك الصواريخ طويلة المدى وذخائر المدفعية والدفاع الجوي والأمن البحري بالإضافة إلى 200 جنيه إسترليني. سيتم إنفاق مليون دولار على الطائرات العسكرية بدون طيار مما يجعل المملكة المتحدة أكبر مصدر للطائرات بدون طيار إلى أوكرانيا من أي دولة وفقا لرئاسة الوزراء.

#### إسرائيل وفلسطين

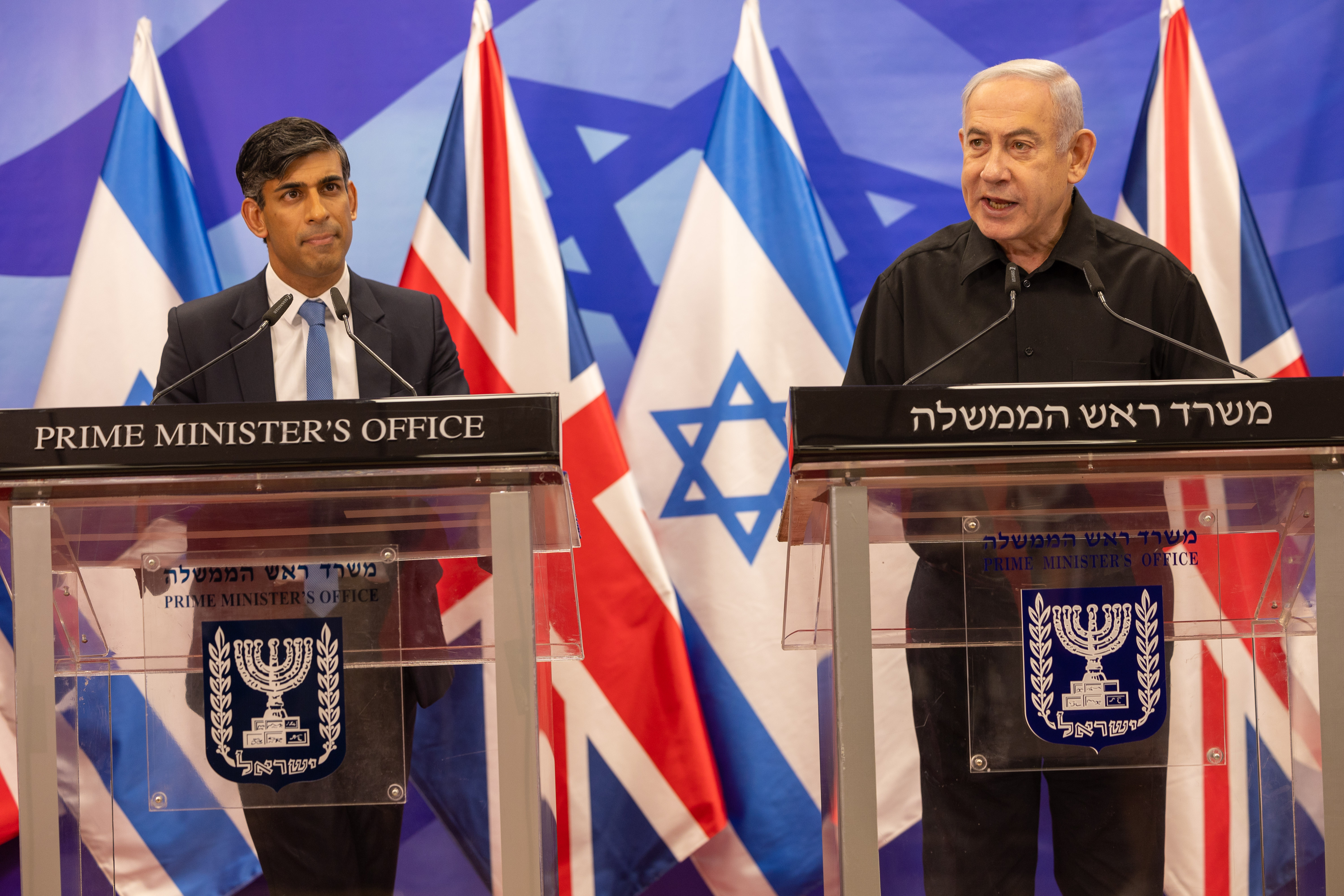
سناك مع رئيس وزراء إسرائيل بنيامين نتنياهو في القدس، 19 أكتوبر 2023.

بعد هجمات 7 أكتوبر التي بدأت الحرب بين إسرائيل وحماس تعهد سوناك بدعم المملكة المتحدة لإسرائيل وأعلن أن إسرائيل "لها الحق المطلق في الدفاع عن نفسها". أيد سناك الدعوات لوقف إطلاق النار لأسباب إنسانية للسماح بدخول المساعدات إلى قطاع غزة أثناء القصف الإسرائيلي لقطاع غزة على الرغم من أنه رفض في البداية الدعوات لوقف كامل لإطلاق النار لأنه قال إن هذا لن يفيد سوى حماس. استخدمت إسرائيل الأسلحة التي زودتها بها بريطانيا في الحرب. ومع ذلك أدان سوناك لاحقا العدد الكبير من الضحايا المدنيين أثناء القصف الإسرائيلي لغزة ودعا إلى "وقف إطلاق نار مستدام" يتم بموجبه إعادة جميع الرهائن الإسرائيليين إلى إسرائيل ووقف الهجمات ضد إسرائيل والسماح بالمساعدات الإنسانية إلى غزة. تدعم حكومته حل الدولتين كحل للصراع.
عندما أعلن المدعي العام للمحكمة الجنائية الدولية كريم أحمد خان أنه سيسعى لتوجيه الاتهام لرئيس الوزراء الإسرائيلي بنيامين نتنياهو بارتكاب جرائم حرب ندد سوناك بهذه الخطوة ووصفها بأنها "غير مفيدة" واتهم خان بالمساواة الأخلاقية بين إسرائيل وحماس.

### نتائج الانتخابات المحلية واستطلاعات الرأي

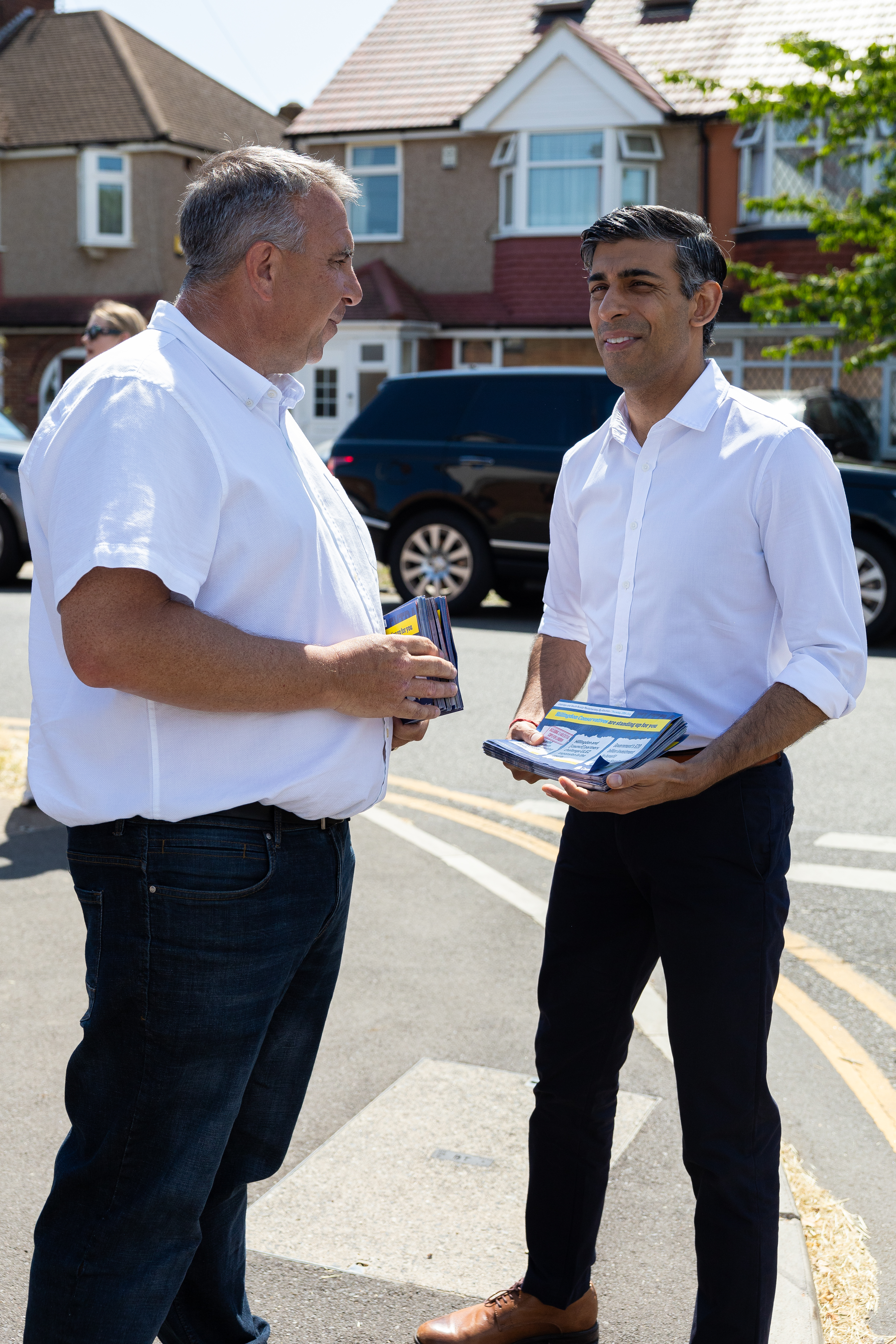
سوناك يقوم بحملته الانتخابية مع المرشح ستيف توكويل قبل الانتخابات الفرعية في أوكسبريدج وساوث روزليب، يونيو 2023.

في بداية رئاسة سوناك للوزراء كان المحافظون يتخلفون عن حزب العمال بمقدار 25 نقطة في المتوسط في استطلاعات الرأي. أجريت أول انتخابات فرعية لرئاسة سوناك للوزراء في 1 ديسمبر 2022 في دائرة مدينة تشيستر الانتخابية وأسفرت عن تأرجح حزب المحافظين بنسبة 13.7%. في ديسمبر 2022 نشرت صحيفة الإندبندنت استطلاعا للرأي في ذلك الشهر أشار إلى أن سوناك قد يفقد مقعده إذا تم تكرار نتائج الاقتراع في الانتخابات العامة.
كانت الانتخابات المحلية لعام 2023 في إنجلترا هي أول انتخابات محلية لرئاسة سوناك للوزراء وشهدت خسارة المحافظين أكثر من 1000 مقعد في المجلس مع مكاسب كبيرة حققها حزب العمال والديمقراطيون الليبراليون والخضر. كما تفوق حزب العمال على المحافظين باعتباره صاحب أكبر عدد من الأعضاء المنتخبين للحكومة المحلية لأول مرة منذ عام 2002.
في يوليو 2023 واجه المحافظون ثلاث انتخابات فرعية. عقد ستيف توكويل أوكسبريدج وساوث روزليب لصالح المحافظين فيما كان ينظر إليه على أنه "استفتاء على توسعة منطقة انبعاثات منخفضة للغاية". فاز الديمقراطيون الليبراليون بسومرتون وفروم. في سيلبي وإينستي فاز كير ماثر من حزب العمل بالمقعد مسجلا رقما قياسيا لأكبر أغلبية أسقطها الحزب على الإطلاق في انتخابات فرعية.
في 19 أكتوبر 2023 حصل حزب العمال على مقعدين في الانتخابات الفرعية في تامورث وميد بيدفوردشير في بعض أكبر التقلبات من المحافظين منذ مقدمة الانتخابات العامة عام 1945. في فبراير 2024 حصل حزب العمال على مقعدين من المحافظين في الانتخابات الفرعية في ويلينجبورو وكينجسوود. شهدت الانتخابات الفرعية في ويلينجبورو تأرجحا بنسبة 28.5٪ وهو ثاني أعلى تأرجح من المحافظين إلى حزب العمال في الانتخابات الفرعية منذ عام 1945. في مارس 2024 سجل المحافظون أدنى حصة تصويت لهم في الاستطلاع مع ومنذ أن بدأت إبسوس تسجيل الاستطلاع في عام 1978 بنسبة 20% بفارق 27 نقطة عن حزب العمال.
في الانتخابات المحلية لعام 2024 عانى المحافظون من أسوأ هزيمة لهم في الانتخابات المحلية منذ عام 1996 حيث خسروا أكثر من 500 مقعد في المجلس وتراجعوا إلى المركز الثالث في عدد المقاعد. آندي ستريت عمدة ويست ميدلاندز الحالي خسر بفارق ضئيل أمام ريتشارد باركر من حزب العمال. تفوق حزب الإصلاح في المملكة المتحدة على المحافظين في عدد من الدوائر الانتخابية لكنه حصل على مقعدين فقط.

### الانتخابات العامة 2024

سوناك يعلن موعد الانتخابات العامة 2024، 22 مايو 2024.

بعد ظهر يوم 22 مايو 2024 أعلن سوناك أنه طلب من الملك الدعوة لإجراء انتخابات عامة في 4 يوليو 2024 مما فاجأ نوابه. على الرغم من أن سوناك كان لديه خيار الانتظار حتى ديسمبر 2024 للدعوة للانتخابات إلا أنه قال إنه قرر الموعد لأنه يعتقد أن الاقتصاد يتحسن وأن "انخفاض التضخم وأرقام الهجرة الصافية من شأنه أن يعزز الرسالة الانتخابية للمحافظين المتمثلة في "التمسك بالخطة"". جاء إعلان سوناك أثناء هطول أمطار غزيرة على منبر خارج مقر رئاسة الوزراء دون استخدام أي مأوى من المطر. تم تشغيل أغنية دي ريم "أشياء يمكن أن تتحسن فقط" (التي استخدمها حزب العمال بشكل متكرر في حملته الناجحة عام 1997) بصوت عال في الخلفية من قبل الناشط السياسي ستيف براي عندما أعلن سوناك عن موعد الانتخابات العامة.
في بداية الحملة الانتخابية كان حزب العمال يتقدم بشكل كبير في استطلاعات الرأي على المحافظين. أصدر سوناك بيان المحافظين "خطة واضحة. عمل جريء. مستقبل آمن". في 11 يونيو تناول الاقتصاد والضرائب والرعاية الاجتماعية وتوسيع نطاق رعاية الأطفال المجانية والتعليم والرعاية الصحية والبيئة والطاقة والنقل والجريمة. وتعهدوا بخفض الضرائب وزيادة الإنفاق على التعليم والخدمات الصحية الوطنية وتوفير 92.000 ممرض إضافي و28.000 طبيب إضافي وإدخال نموذج جديد للخدمة الوطنية وزيادة قدرة الرياح البحرية في بريطانيا ثلاث مرات ودعم الطاقة الشمسية. يتضمن البيان أيضا تعهدا بإلغاء رسوم الدمغة على المنازل التي تصل قيمتها إلى 425000 جنيه إسترليني للمشترين لأول مرة وتوسيع برنامج المساعدة في الشراء. في نهاية الحملة في 3 يوليو حافظ حزب العمال على تقدمه الكبير في استطلاعات الرأي على المحافظين.

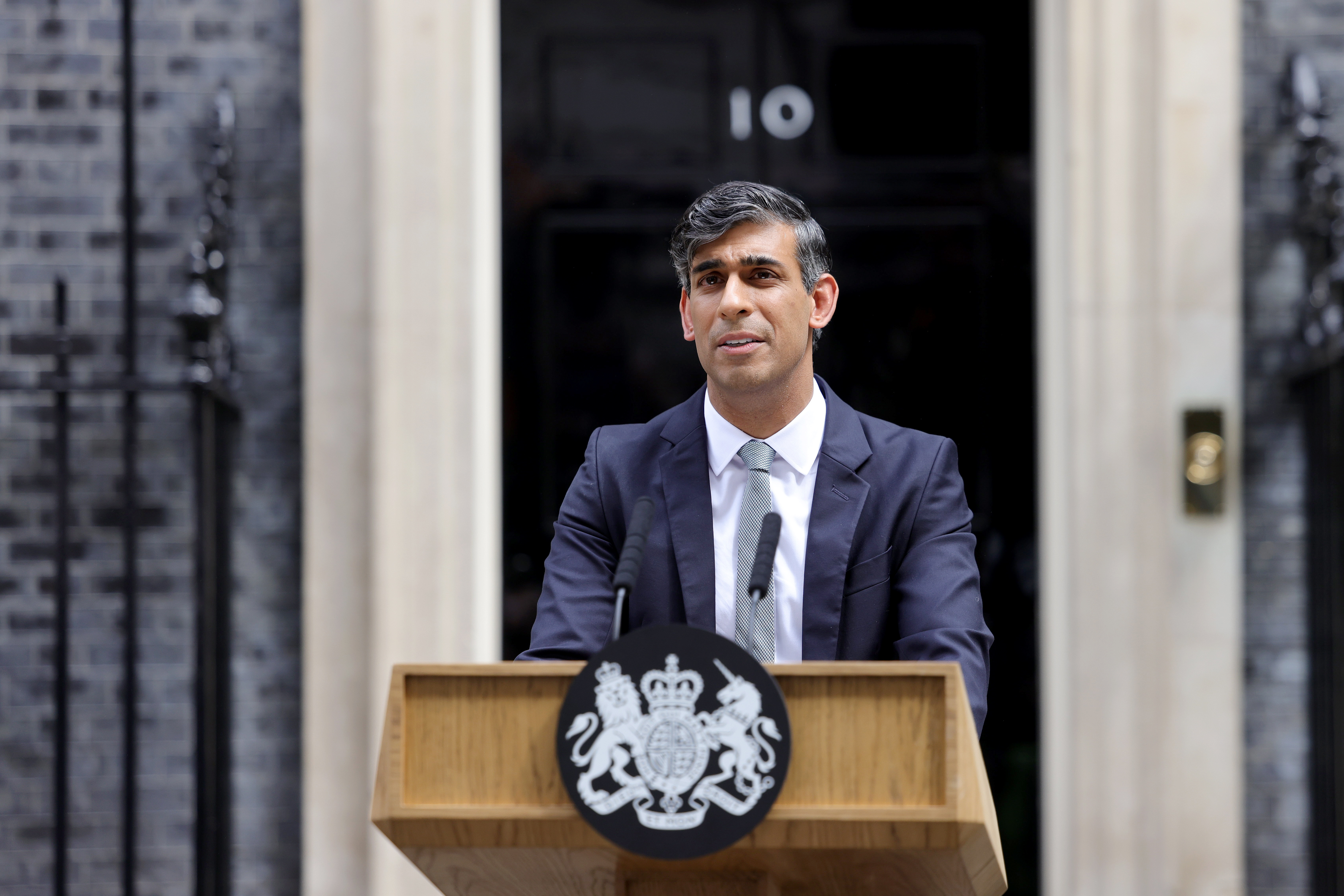
سوناك يلقي خطابه الأخير كرئيس للوزراء.

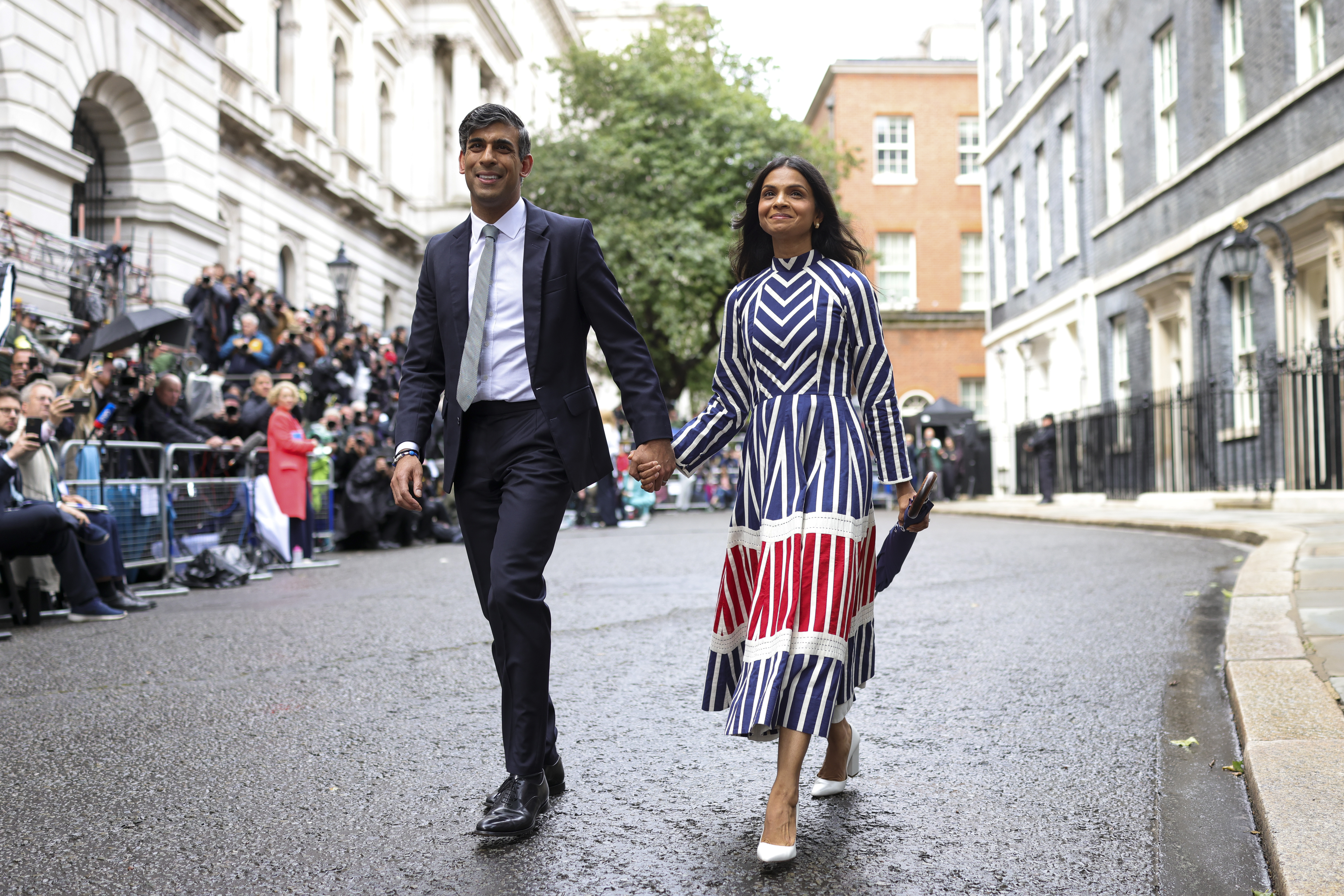
سوناك مع زوجته أكشاتا مورتي يغادران مقر رئاسة الوزراء.

سيخسر المحافظون في نهاية المطاف الانتخابات العامة لعام 2024 أمام حزب العمال وسيتنازل سوناك عن الانتخابات في الخامس من يوليو. ومن المقرر أن يخلف كير ستارمر سوناك كرئيس للوزراء حيث سيبقى سوناك في مجلس العموم كنائب خلفي بينما يظل في منصب زعيم حزب المحافظين بصفة مؤقتة.

## المواقف السياسية
يوصف سوناك بأنه معتدل داخل حزبه ويتمتع بأسلوب قيادة تكنوقراطي أو إداري. وفقا ليورونيوز "كثيرا ما ينظر إلى سوناك على أنه براغماتي وينتمي إلى الوسط في حزب المحافظين". عارض سياسات تراس الاقتصادية وعلى الرغم من وصفه بأنه زميل من التاتشريين إلا أنه ينظر إليه على أنه أقل ليبرالية اقتصاديا من تراس.

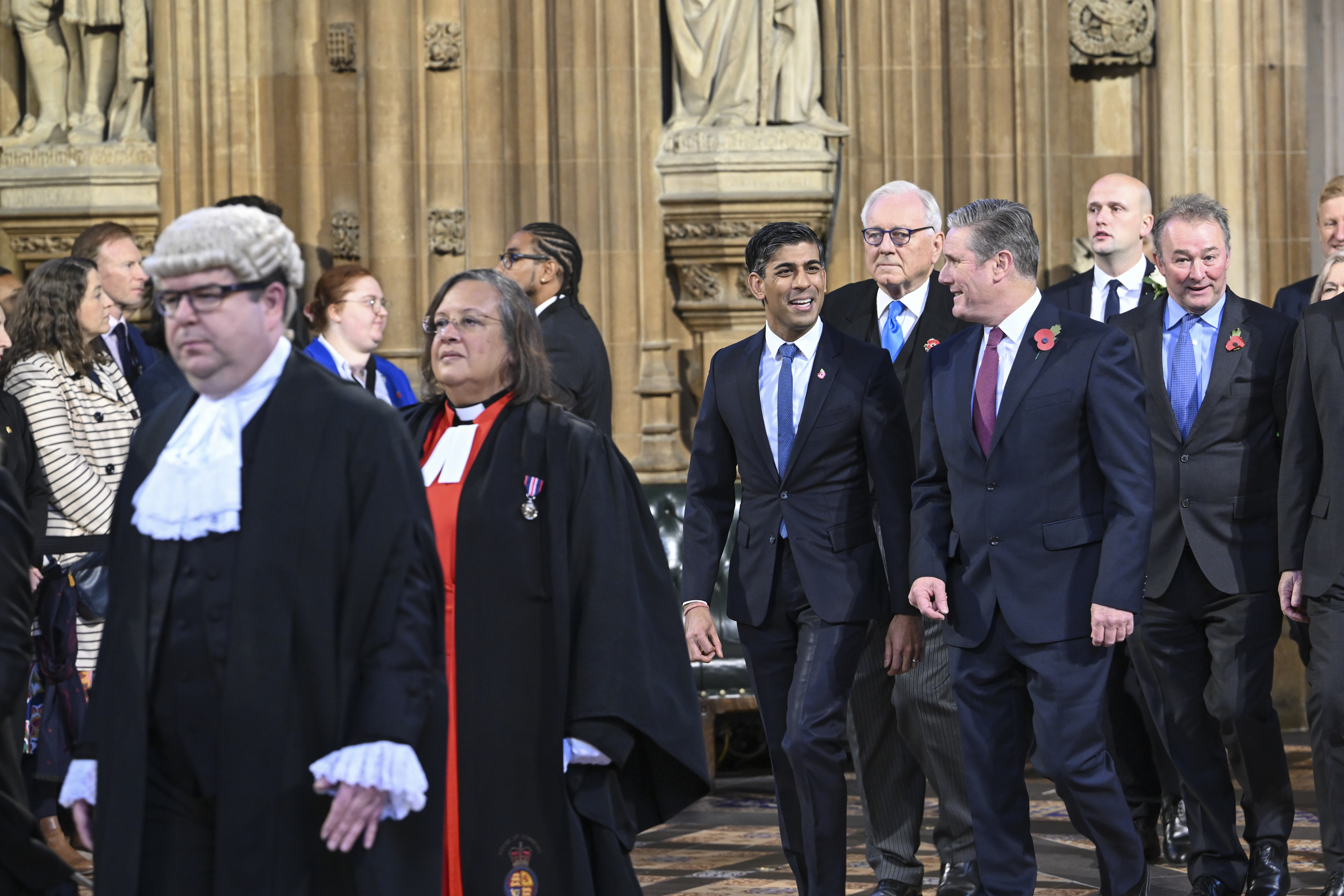
سوناك مع زعيم حزب العمل وزعيم المعارضة آنذاك كير ستارمر، 7 نوفمبر 2023.

في أبريل 2023 تناقض تصور سوناك باعتباره وسطيا مع أوصاف سياسات حكومته بشأن قضايا المتحولين جنسيا والهجرة باعتبارها محافظة اجتماعيا حيث وصفت جيسيكا إلجوت من صحيفة الغارديان سوناك بأنه "ربما يكون رئيس الوزراء الأكثر محافظة اجتماعيا في جيله". وصف روبرت شريمسلي من صحيفة فايننشال تايمز سوناك بأنه شخص "قد يوحي أسلوبه السهل ومسيرته المهنية في التمويل العالمي وخلفيته العرقية بمحافظ أكثر عالمية" على الرغم من أنه محافظ اجتماعيا وعمليا. في هذه الأثناء وصفت صحيفة نيو ستيتسمان سوناك بأنه يتداخل بشكل غير مريح مع غرائز المحافظين الليبراليين والقوميين المحافظين. في يوليو 2023 وصفته مجلة الإيكونوميست بأنه "رئيس الوزراء المحافظ الأكثر يمينية منذ مارغريت تاتشر".

### استراتيجية الجريمة ومكافحة الإرهاب
فيما يتعلق بالجريمة اقترح سوناك تمديدا تلقائيا لمدة عام واحد لعقوبات السجن على المجرمين الذين يرتكبون جرائم كثيرة بالإضافة إلى خفض الحد الأدنى للعقوبة قبل أن يصبح المجرم الأجنبي مؤهلا للترحيل من اثني عشر شهرا إلى ستة أشهر. في أغسطس 2022 اقترح السجن مدى الحياة لقادة عصابات استمالة الأطفال وعلى الشرطة تسجيل الأصل العرقي للمتورطين في مثل هذه العصابات. كما اقترح توسيع استراتيجية المنع من خلال توسيع تعريف "التطرف".

### الاتحاد الأوروبي

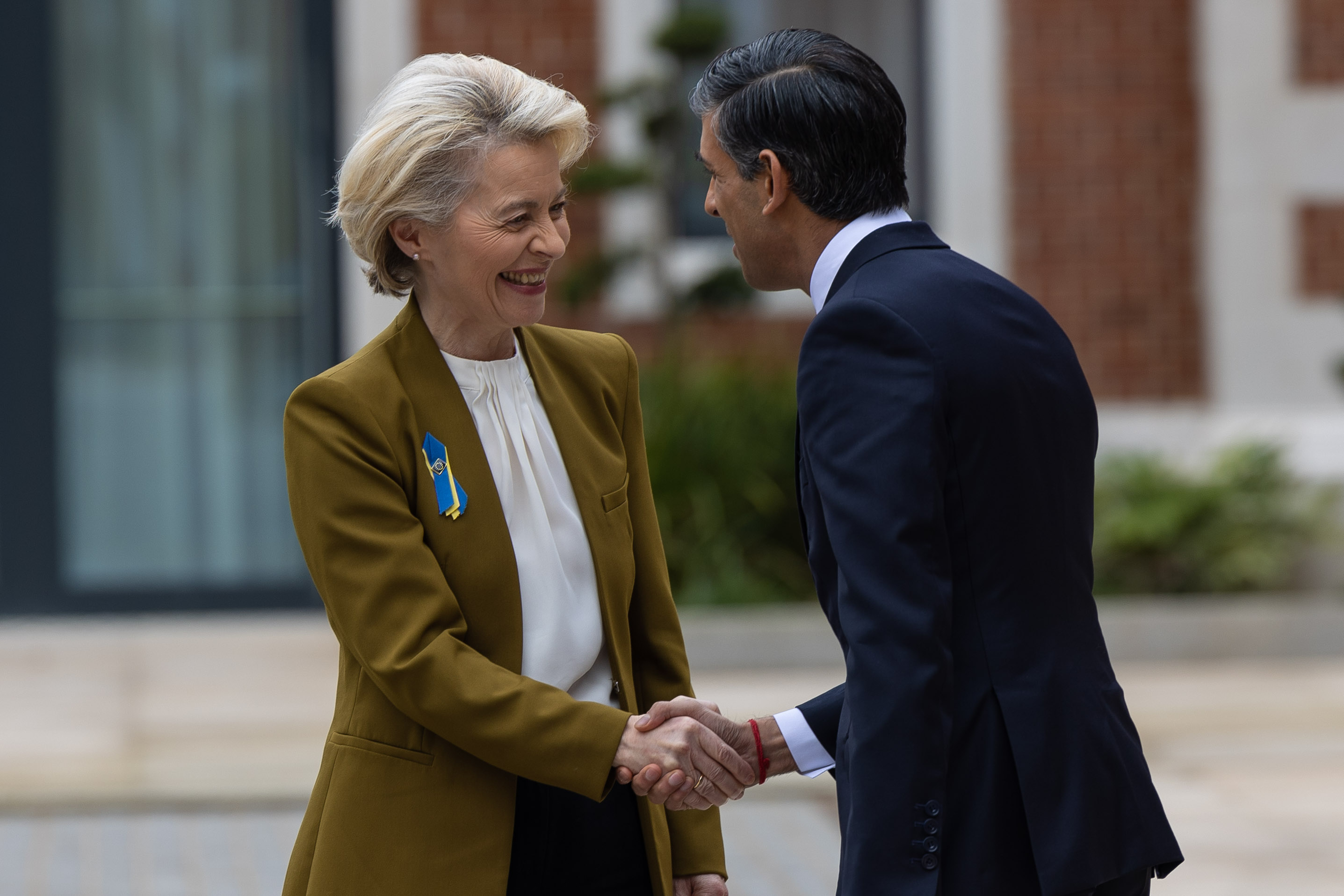
أورسولا فون دير لاين وسوناك في وندسور في 27 فبراير 2023 للإعلان عن اتفاقية وندسور الإطارية النهائية بين الاتحاد الأوروبي والمملكة المتحدة.

دعم سوناك حملة المغادرة خلال استفتاء عضوية المملكة المتحدة في الاتحاد الأوروبي لعام 2016. وفي حديثه في عام 2022 قال سوناك: "لقد صوتت لصالح خروج بريطانيا من الاتحاد الأوروبي وأنا أؤمن بخروج بريطانيا من الاتحاد الأوروبي". قال سوناك أيضا إن المملكة المتحدة لن تسعى إلى إقامة علاقة مع الاتحاد الأوروبي بعد خروجها من الاتحاد الأوروبي إذا اضطرت المملكة المتحدة إلى التوافق مع قوانين الاتحاد الأوروبي. في يناير 2023 أكد سوناك نوايا إزالة تشريعات الاتحاد الأوروبي من كتاب قوانين المملكة المتحدة في ذلك العام قائلا إنه يجب أن يكون "جهدا جماعيا".
في فبراير 2023 تفاوض سوناك على اتفاقية مقترحة مع الاتحاد الأوروبي بشأن الترتيبات التجارية لأيرلندا الشمالية والتي تم نشرها باسم "إطار وندسور". في 27 فبراير ألقى سوناك بيانا أمام مجلس العموم قال فيه إن الاتفاقية المقترحة "تحمي مكان أيرلندا الشمالية في اتحادنا". صوت نواب الحزب الديمقراطي الاتحادي ضد التشريع الحكومي. تم التصويت في النهاية بأغلبية 515 صوتا مقابل 29.

### الطاقة والبيئة
وقع سوناك على تعهد البيئة المحافظة كما هو موضح على موقع شبكة البيئة المحافظة الذي يحظى بدعم حوالي 127 نائبا. الالتزامات الخمسة الرئيسية لتعهد البيئة المحافظة هي استخدام حريات خروج بريطانيا من الاتحاد الأوروبي للبيئة والزراعة المستدامة ودعم موردي الطاقة النظيفة البريطانيين لتعزيز أمن الطاقة وتشجيع استخدام العزل المنزلي ونقاط شحن السيارات الكهربائية وتنفيذ قانون البيئة ودعم التقنيات التي من شأنها أن تساعد على تحقيق النمو النظيف. خلال مسابقة القيادة التي أقيمت خلال صيف 2022 قال سوناك لشبكة البيئة المحافظة إنه منخرط في حماية البيئة للأجيال القادمة.

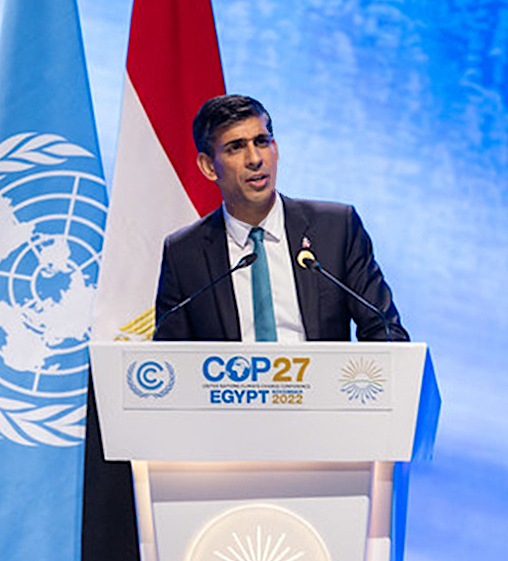
سوناك يلقي كلمة في قمة مؤتمر الأمم المتحدة للتغير المناخي 2022 في مصر، 7 نوفمبر 2022.

قال سوناك إنه ملتزم بالحفاظ على الالتزام القانوني بالوصول إلى صافي الصفر بحلول عام 2050. خلال انتخابات قيادة حزب المحافظين في يوليو-سبتمبر 2022 قال إنه ينوي جعل المملكة المتحدة مستقلة في مجال الطاقة بحلول عام 2045 بينما الدعوة إلى المزيد من طاقة الرياح البحرية والمزيد من الألواح الشمسية على أسطح المنازل وتحسين عزل المنازل لجعلها أكثر كفاءة في استخدام الطاقة. إن سوناك قد استمع إلى زملائه النواب ذوي الأجندة الخضراء وأنه كان مؤمنا بصافي الصفر بالنسبة للمملكة المتحدة. صوت سوناك أيضا ضد دعوة المملكة المتحدة للقضاء على معظم انبعاثات الغازات الدفيئة من وسائل النقل بحلول عام 2030.
أثناء حملته الانتخابية في أغسطس 2022 كتب سوناك أنه سيقيد استخدام الألواح الشمسية في الأراضي الزراعية ولكنه سيتأكد من تركيب الطاقة الشمسية في المباني التجارية والعقارات والسقائف قائلا "في عهدي لن نفقد مساحات كبيرة من طاقتنا". أفضل الأراضي الزراعية لمزارع الطاقة الشمسية". وقالت الرابطة التجارية للطاقة الشمسية في المملكة المتحدة إن صناعة الطاقة الشمسية "تشعر بقلق عميق" بشأن نوايا كلا المرشحين.
لقد دعم سوناك عملية التكسير الهيدروليكي حيث يتم دعمها من قبل السكان المحليين. في 19 أكتوبر في المناقشة حول "مشروع قانون حظر التكسير الهيدروليكي للغاز الصخري (القسم 66)" صوت مع الحكومة ضد الحظر المفروض على التكسير الهيدروليكي. تم حظر التكسير الهيدروليكي من قبل الحكومة في نوفمبر 2019 بعد أن وجد تقرير صادر عن هيئة النفط والغاز أنه لم يكن من الممكن في ذلك الوقت التنبؤ باحتمالية أو قوة الزلازل الناجمة عن التكسير الهيدروليكي.
أثناء توليه منصب المستشار حضر سوناك مؤتمر الأمم المتحدة المعني بتغير المناخ في جلاسكو. خلال الخطاب الذي ألقاه في 3 نوفمبر قال إنه يشعر بالتفاؤل على الرغم من التحديات الصعبة وأنه من خلال الجمع بين وزراء المالية والشركات والمستثمرين يمكن لمؤتمر الأطراف السادس والعشرين أن يبدأ في تحقيق أهداف اتفاقية باريس. وحدد ثلاثة إجراءات: أولا الحاجة إلى زيادة الاستثمار العام مع التزام المملكة المتحدة بمبلغ 100 مليون جنيه إسترليني لفريق العمل المعني بالوصول إلى تمويل المناخ. وأعلن عن دعم آلية أسواق رأس المال الجديدة التي ستصدر سندات خضراء في المملكة المتحدة لتمويل الطاقة المتجددة في البلدان النامية. ثانيا تعبئة التمويل الخاص من خلال تحالف جلاسكو المالي من أجل صافي الصفر الذي يجمع المنظمات التي تمتلك أصولا تزيد عن 130 تريليون دولار ليتم نشرها. ثالثا إعادة صياغة النظام المالي العالمي بأكمله للوصول إلى صافي صفر والذي سيشمل بيانات مناخية أفضل وإفصاحات إلزامية عن الاستدامة ومراقبة مخاطر المناخ ومعايير إبلاغ عالمية أقوى. تم الإعلان أيضا عن أن المملكة المتحدة ستصبح أول "مركز مالي صافٍ صفري" على الإطلاق.
خلال مقابلة أجريت معه في يوليو 2022 قال سوناك إن توليد طاقة الرياح سيكون جزءا من سياسات الطاقة التي تنتهجها حكومته لكنه أراد طمأنة المجتمعات بأنه لن يكون هناك تخفيف لقوانين التخطيط البرية الحالية مع التركيز بشكل أكبر على المناطق البحرية لمزارع الرياح. وأكد الفريق الصحفي لرئيس الوزراء هذا الموقف في أكتوبر حيث قال إن سوناك يريد "الرياح البحرية وليس البرية". عندما سئل النائب آلان وايتهيد عن توليد الرياح في أسئلة رئيس الوزراء في 26 أكتوبر أجاب سوناك أنه كما هو موضح في بيان المحافظين لعام 2019 فإنه سيركز على أمن الطاقة على المدى الطويل بما في ذلك المزيد من طاقة الرياح البحرية. أصبح توليد الرياح البرية صعبا بسبب تحديث إطار سياسة التخطيط الوطني لعام 2016 ولكن كجزء من سياسات أسلافه تم تخفيف قوانين التخطيط.

### السياسة الخارجية

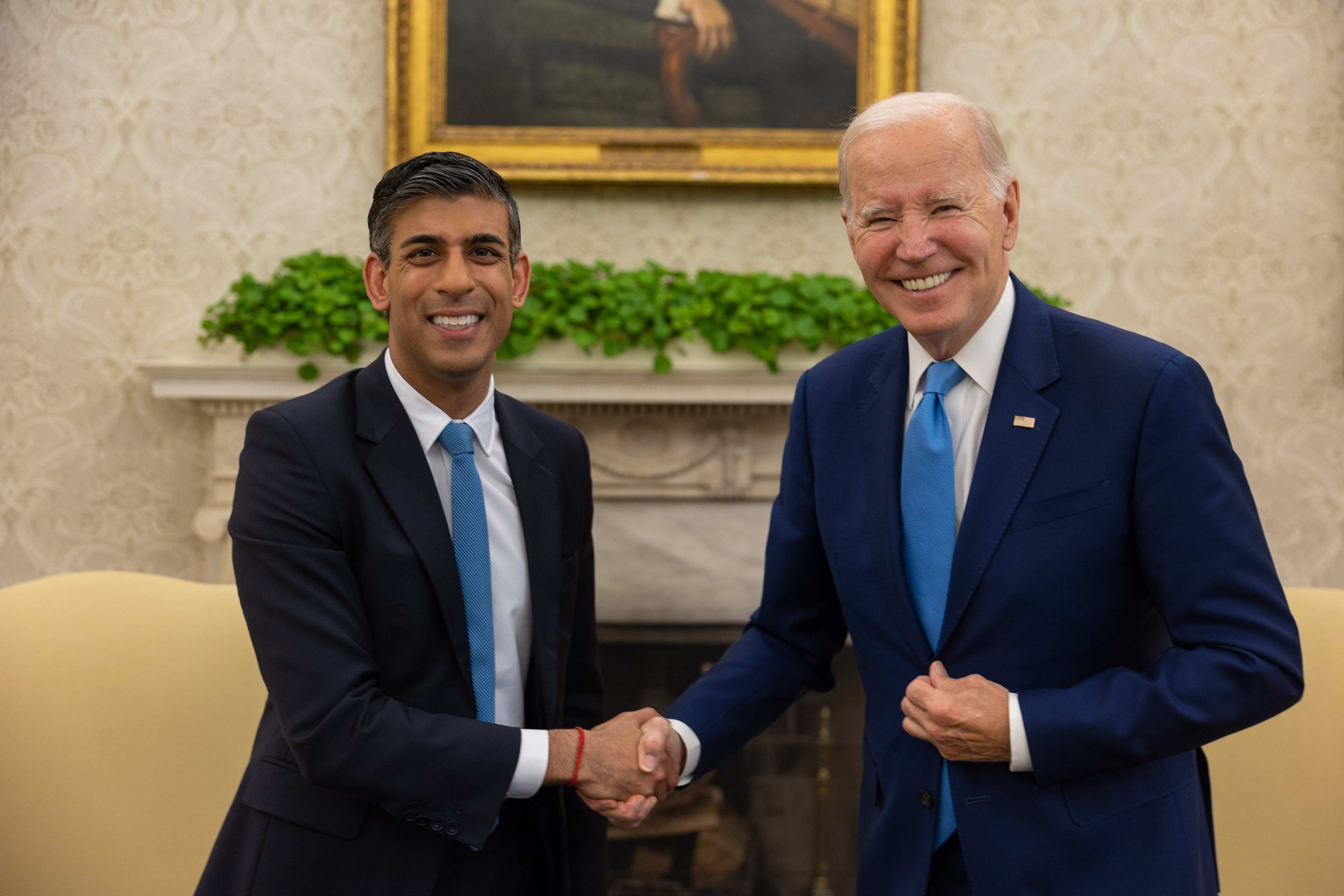
سوناك مع الرئيس الأمريكي جو بايدن في البيت الأبيض، 8 يونيو 2023.

فيما يتعلق بالغزو الروسي لأوكرانيا يدعم سوناك أوكرانيا والعقوبات الاقتصادية ضد روسيا لكنه يعارض التدخل العسكري البريطاني في أوكرانيا. في يوليو 2022 خلال انتخابات قيادة حزب المحافظين في يوليو وسبتمبر 2022 وصف سوناك الصين بأنها "أكبر تهديد طويل المدى" للمملكة المتحدة مضيفا أنهم "يعذبون ويحتجزون ويلقنون شعبهم بما في ذلك في شينجيانغ وهونغ كونغ". في انتهاك لحقوق الإنسان الخاصة بهم وقاموا باستمرار بتزوير الاقتصاد العالمي لصالحهم من خلال قمع عملتهم". واتهم الصين بدعم الرئيس الروسي فلاديمير بوتين وأنها "تسرق التكنولوجيا لدينا وتتسلل إلى جامعاتنا". خفف سوناك موقفه بعد أن أصبح رئيسا للوزراء واصفا البلاد بأنها "تحدي نظامي" بدلا من "تهديد" وأن الغرب "سيدير هذه المنافسة الحادة بما في ذلك بالدبلوماسية والمشاركة".
وصف سوناك السعودية بأنها "شريكة" و"حليفة" لكنه قال إن الحكومة البريطانية لا تتجاهل انتهاكات حقوق الإنسان في السعودية . وبحسب سوناك "من الصحيح تماما أن تتعاون "الحكومة البريطانية" مع شركائنا وحلفائنا حول العالم بينما نفكر في أفضل السبل لضمان أمن الطاقة لهذا البلد". خلال فترة عمله كمستشار عارض سوناك أيضا خطة الرئيس الأمريكي جو بايدن لفرض ضريبة أعمال عالمية بنسبة 21 في المائة كحد أدنى. بالإضافة إلى ذلك أيد سناك الاعتراف بالقدس عاصمة لإسرائيل. خلال الحرب بين إسرائيل وحماس صرح سوناك أن "لإسرائيل الحق المطلق في الدفاع عن نفسها". في يناير 2024 رفض قضية الإبادة الجماعية التي رفعتها محكمة العدل الدولية في جنوب أفريقيا ضد إسرائيل.

### السياسة التكنولوجية
في عام 2023 أعرب سوناك عن نيته "جعل المملكة المتحدة ليس فقط الموطن الفكري بل الموطن الجغرافي لتنظيم سلامة الذكاء الاصطناعي العالمي" وكشف النقاب عن خطط لقمة سلامة الذكاء الاصطناعي التي عقدت في نوفمبر 2023. وشدد على الحاجة لتقييمات السلامة المستقلة مع الإشارة إلى أن شركات الذكاء الاصطناعي لا يمكنها "تحديد واجباتها المنزلية".

### حقوق المتحولين جنسيا
في يوليو 2022 قال سوناك إنه يريد أن تكون المملكة المتحدة "البلد الأكثر أمانا والأعظم في العالم ليكون من مجتمع المثليين". عندما سئل عن رهاب المتحولين جنسيا داخل حزبه قال إن "التحيز ضد الأشخاص المتحولين جنسيا أمر خاطئ. حزب المحافظين هو عائلة منفتحة ومرحبة بالجميع في جميع أنحاء المجتمع بغض النظر عمن هم وبغض النظر عن خلفيتهم". تم وصف العديد من تصريحات سوناك السياسية الأخرى بأنها "مناهضة للمتحولين جنسيا" من قبل المدافعين عن حقوق المثليين. قال إنه يرى علم الأحياء على أنه "مهم" و"أساسي" فيما يتعلق بالمراحيض العامة والرياضات التنافسية.
في أبريل 2023 وافق سوناك على بيان مفاده أن جميع النساء "ليس لديهن قضيب". وفي أكتوبر قال إنه من "المنطق السليم" أن "الرجل رجل والمرأة امرأة". في فبراير 2024 ردا على تراجع كير ستارمر المزعوم عن "تعريف المرأة" خلال أسئلة رئيس الوزراء قال سوناك إنه "من باب الإنصاف كان ذلك بمثابة انعطاف بنسبة 99٪ فقط" في إشارة إلى ردا على التعليقات السابقة التي أدلى بها ستارمر بأن "99.9٪ من النساء" ليس لديهن قضيب. قيل هذا في نفس اليوم الذي كانت فيه والدة المراهق المتحول جنسيا المقتول بريانا غي حاضرة في مجلس العموم وتعرضت لانتقادات شديدة من قبل ستارمر ومجموعات مجتمع الميم (بما في ذلك مؤسسة ستونوول الخيرية) وأقارب غي.

### الهجرة
أعرب سوناك عن دعمه لخفض صافي الهجرة. وقال متحدث رسمي إن سوناك "ملتزم بضمان سيطرتنا على حدودنا وأن الجمهور يتوقع منا بحق السيطرة على الهجرة ولدينا نظام يعمل بشكل أفضل للمملكة المتحدة". قال إن "نظام اللجوء الحالي معطل ويجب إصلاحه بشكل عاجل" قائلا إنه في أول 100 يوم له كرئيس للوزراء "سيشدد تعريفنا القانوني لمن هو مؤهل للحصول على اللجوء في المملكة المتحدة. .. هذا سيمنع أي شخص يدخل المملكة المتحدة بشكل غير قانوني من البقاء هنا" وأن "البرلمان سيمنح السيطرة على عدد اللاجئين الذين نقبلهم كل عام" وأنه "لا يمكنه التقليل من دور تبادل البيانات الذي سيجعل الأمر أسهل". لتحديد الأشخاص الموجودين في المملكة المتحدة بشكل غير قانوني" وأن خطة اللجوء في رواندا هي "الخطة الصحيحة". ردا على الانتقادات التي أحاطت ببعض مقترحاته بشأن الهجرة غير الشرعية قال سوناك إنه "لا يوجد أي شيء عنصري على الإطلاق" في هذا الشأن. في 4 يناير 2023 حدد سوناك أولوياته لعام 2023 والتي تضمنت: "سنصدر قوانين جديدة لوقف القوارب الصغيرة مع التأكد من أنه إذا أتيت إلى هذا البلد بشكل غير قانوني فسيتم احتجازك وإبعادك بسرعة".

## الصورة العامة

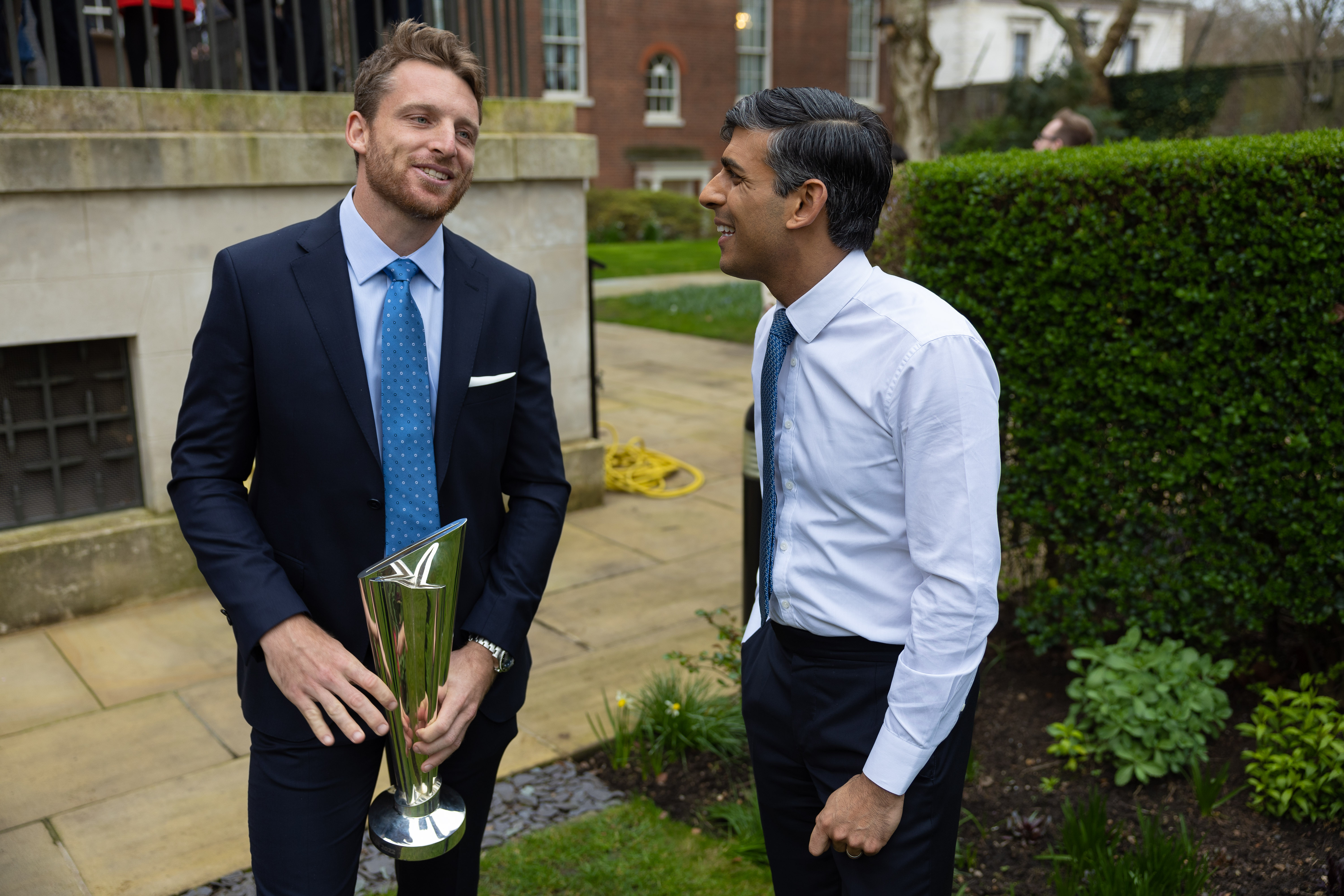
لقاء سوناك مع كابتن الكريكيت الإنجليزي جوس باتلر بعد فوز إنجلترا في كأس العالم T20 للرجال لعام 2022. باتلر يحمل كأس كأس العالم T20.

بعد تعيينه كمستشار ظهر سوناك في الخطاب العام بعيدا عن الغموض النسبي. في المراحل الأولى من جائحة كوفيد -19 كان يتمتع بشعبية وفقا لمعايير السياسة البريطانية ووصفه أحد المحللين بأنه حصل على "تقييمات أفضل من أي سياسي منذ ذروة توني بلير". أظهرت استطلاعات رأي مختلفة أن سوناك ظل يتمتع بشعبية ساحقة بين أنصار المحافظين والعديد من البريطانيين الآخرين طوال عام 2020.
في استطلاع أجرته مؤسسة إبسوس موري في سبتمبر 2020 حصل سوناك على أعلى درجة رضا لأي مستشار بريطاني منذ دينيس هيلي من حزب العمال في أبريل 1978 وكان ينظر إليه على نطاق واسع على أنه المرشح الأوفر حظا ليصبح رئيس الوزراء القادم وزعيم حزب المحافظين بعد بوريس جونسون. طور سوناك متابعين إعلاميين مع انتشار النكات والشائعات حول جاذبيته على وسائل التواصل الاجتماعي والمجلات واكتسب لقب "ديشي ريشي".
ظلت المواقف العامة تجاه سوناك إيجابية على نطاق واسع في عام 2021 على الرغم من انخفاض شعبيته بشكل مطرد مع مرور الوقت. بحلول أوائل عام 2022 مع أن تكلفة المعيشة أصبحت محورا متزايدا للقلق العام كان ينظر إلى استجابة سوناك كمستشار على أنها غير كافية وحصل على بعض من أدنى معدلات الموافقة عليه والتي استمرت مع خضوع الشؤون المالية لعائلة سوناك للتدقيق. بحلول الوقت الذي استقال فيه من منصب المستشار في يوليو 2022 تعافت معدلات موافقة سوناك قليلا. في أكتوبر 2022 بعد تعيينه رئيسا للوزراء ارتفعت معدلات التأييد الشخصية لسوناك. بحلول يوليو 2023 انخفضت معدلات موافقة سوناك مرة أخرى إلى مستوى مماثل لما كانت عليه عندما استقال من منصب المستشار.

## الحياة الشخصية

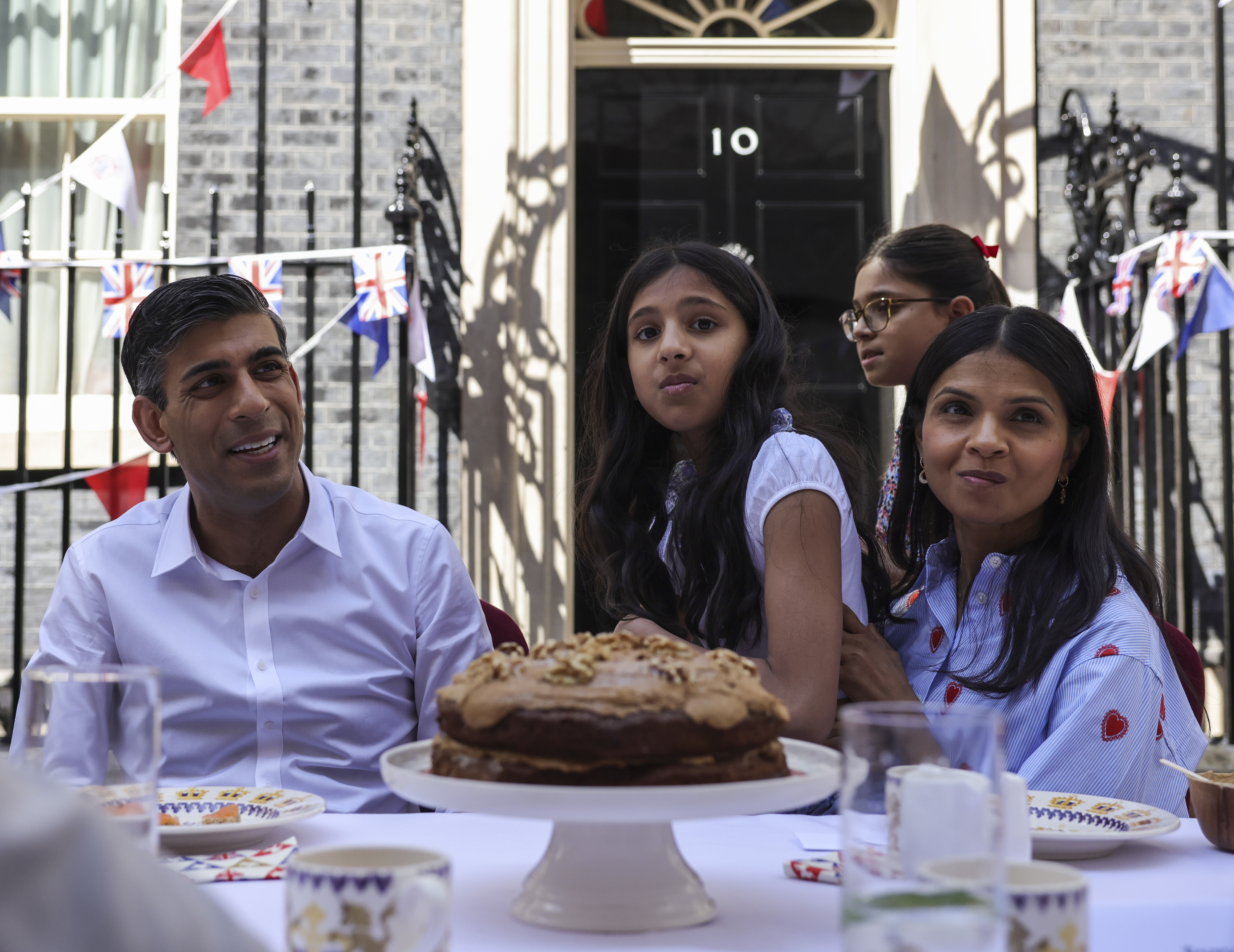
سوناك مع عائلته.

في أغسطس 2009 تزوج سوناك من أكشاتا مورتي ابنة إن آر نارايانا مورثي وسودها مورتي. والد زوجته هو مؤسس شركة التكنولوجيا انفوسيس التي يمتلك مورتي حصة فيها. التقى سوناك ومورتي أثناء الدراسة في جامعة ستانفورد في الولايات المتحدة ولهما ابنتان: الأولى ولدت عام 2011 والثانية عام 2013.
يمتلك سوناك ومورتي العديد من المنازل بما في ذلك كيربي سيجستون مانور في قرية كيربي سيجستون بشمال يوركشاير ومنزل إسطبلات في إيرلز كورت بوسط لندن وشقة على طريق أولد برومبتون بجنوب كنسينغتون وشقة بنتهاوس في أوشن أفينيو في سانتا مونيكا بكاليفورنيا. في أبريل 2022 أفيد أن سوناك ومورتي قد انتقلا من الشقة الواقعة فوق 10 داونينج ستريت إلى منزل تم تجديده حديثا في غرب لندن لأسباب محلية. في أكتوبر 2022 استأنفت عائلة سوناك إقامتها في منزلهم الرسمي السابق في 10 داونينج ستريت هذه المرة كرئيس للوزراء وعكس الاتجاه الذي بدأ في عام 1997 حيث كان رؤساء الوزراء يعيشون في شقة مكونة من أربع غرف نوم فوق 11 داونينج ستريت.
سوناك ممتنع عن شرب الكحول. صرح في عام 2022 أنه أجرى سبع حشوات لأسنانه بسبب الإفراط في استهلاك الكوكا كولا عندما كان أصغر سنا وأعرب عن تفضيله الشديد للكولا المكسيكية. كان سابقا محافظا لمدرسة شرق لندن للعلوم. لدى سوناك كلب لابرادور يدعى نوفا وهو من عشاق لعبة الكريكيت وسباق الخيل. بصفته مستشارا يستيقظ سوناك مبكرا للقيام بتمرين بيلوتون اليومي وكان من محبي مدرب اللياقة البدنية كودي ريجسبي. سوناك هو صديق مقرب للمحرر السياسي السابق لمجلة سبيكتيتر جيمس فورسيث والذي كان يعرفه منذ أيام المدرسة. كان سوناك أفضل رجل في حفل زفاف فورسيث للصحفية أليجرا ستراتون وهم عرابون لأطفال بعضهم البعض. قام بتعيين فورسيث سكرتيرا سياسيا له في ديسمبر 2022.
سوناك هو مشجع ثابت لنادي ساوثهامبتون. وعندما سئل عن وظيفته المثالية إذا لم يكن سياسيا أجاب أنه إذا كان بإمكانه "إدارة نادي ساوثهامبتون لكرة القدم" فسيكون "رجلا سعيدا جدا".
سوناك هو هندوسي ويعرف بأنه هندي بريطاني مشيرا إلى أنه "بريطاني تماما" ولكن ذو تراث ديني وثقافي هندي. أدى اليمين كنائب في مجلس العموم عن البهاغافاد غيتا. أثناء تتويج تشارلز الثالث ألقى سوناك قراءة من رسالة العهد الجديد إلى أهل كولوسي - كولوسي 1: 9-17. بعد مقتل جورج فلويد على يد ضابط الشرطة ديريك شوفين قال سوناك إنه واجه أيضا العنصرية في حياته.

## روابط خارجية
- الموقع الرسمي
- الملف الشخصي على موقع برلمان المملكة المتحدة
- مرات الظهور على سي-سبان